# Samuel de Champlain
Samuel [de] Champlain (Brouage, Charente-Maritime, 13 de agosto de 1567 - Quebec, 25 de diciembre de 1635) (AFI: [samɥɛl də ʃɑ̃plɛ̃]), fue un navegante, cartógrafo, dibujante, soldado, explorador, geógrafo, etnógrafo, diplomático y cronista francés que fundó la Ciudad de Quebec el 3 de julio de 1608 y está considerado el «padre de la Nueva Francia».
Nacido en una familia de maestros marineros, Champlain, siendo todavía joven, participó en la exploración de Norteamérica en 1603 bajo la dirección de François Gravé Du Pont (1560-ca. 1629) y al servicio de Aymar de Chaste, gobernador de Dieppe, que tenía en ese momento el monopolio para explotar la incipiente industria de pieles en la Nueva Francia. En el periodo 1604-1607, Champlain participó en la exploración y colonización de Acadia (hoy Nueva Escocia) y luego, en 1608, estableció la colonia francesa que ahora es la ciudad de Quebec. Champlain fue el primer europeo que exploró y describió la región de los Grandes Lagos y publicó mapas de sus viajes y las cosas que aprendió de los indígenas y de los franceses que vivían entre los nativos. Estableció relaciones con los locales, montagnais e innu, y más tarde con otros más al oeste (en la región del río Ottawa, lago Nipissing o bahía Georgian), con algonquinos y con hurones wendat, y acordó brindarles asistencia en sus guerras contra los iroqueses.
En 1620, Luis XIII de Francia encomendó a Champlain poner fin a la exploración y regresar a Quebec y dedicarse a la administración del país. En todos los sentidos salvo por el título formal, Samuel de Champlain sirvió como gobernador de Nueva Francia, un título que no estaba oficialmente a su disposición debido a su condición de no-noble. Estableció empresas comerciales que enviaron mercancías, principalmente piel, a Francia, y supervisó el crecimiento de la Nueva Francia en el valle del río San Lorenzo hasta su muerte en 1635.
Champlain también es recordado como el Padre de la Nueva Francia y se han erigido muchos monumentos en su memoria, así como llevan su nombre muchos lugares, calles y estructuras en el noreste de América del Norte. El más notable de ellos es el lago Champlain, ubicado en la frontera entre los Estados Unidos y Canadá. En 1609 dirigió una expedición aguas arriba por el río Richelieu y exploró un lago largo y estrecho situado entre las montañas Green, en el actual Vermont y las montañas Adirondack, en el actual estado de Nueva York. Nombró el lago con su nombre como el primer europeo en cartografiarlo y describirlo.

## Biografía

### Primeros años
Samuel Champlain nació, muy probablemente, en la ciudad portuaria de Brouage, cerca de Rochefort en la antigua provincia de Saintonge, siendo hijo de Antoine Champlain (también escrito Anthoine Chappelain en algunos registros) y de Marguerite Le Roy. La fecha y el lugar de nacimiento exactos se desconocen, ya que todos los registros vitales de Brouage se perdieron en un incendio en 1969. En su libro de 1851, Pierre Damien Rainguet, un sacerdote católico de Saintonge, calculó el año de nacimiento de Champlain en 1567, sin dar ninguna referencia de los datos usados para su estimación. En 1870, el abate católico canadiense Laverdière, en la introducción a su edición de las Oeuvres de Champlain, aceptó la estimación de Rainguet y trató de dar detalles que la justificaran, pero sus cálculos se basaban en suposiciones que ahora se han demostrado incorrectas. Aunque Léopold Delayant (miembro, secretario, y luego presidente de l'Académie des belles-lettres, sciences et arts de La Rochelle) ya en 1867 señaló que la estimación de Rainguet era errónea, los libros de Rainguet y de Laverdière han tenido una influencia significativa y la fecha de 1567 ha sido grabada en numerosos monumentos dedicados a Champlain, y ha sido ampliamente considerada nuevamente como cierta. Sin embargo, en la primera mitad del siglo XX algunos autores optaron por otras fechas, como 1570 o 1575. En 1978, Jean Liebel publicó una investigación innovadora sobre estas estimaciones del año de nacimiento de Champlain y concluyó que «Samuel Champlain nació hacia 1580 en Brouage». Liebel afirma que algunos autores, incluidos los sacerdotes católicos Rainguet y Laverdière, tenían preferencias por los años en los que Brouage estuvo bajo control católico (como los años 1588, 1510 y 1866).
Champlain decía ser de Brouage en el título de su libro de 1603, y ser Saintongeois en el título de su segundo libro (1613). Procedía tanto de una familia protestante, como de una familia católica tolerante, ya que Brouage fue la mayor parte del tiempo una ciudad católica en una región protestante, y su nombre (Samuel), procedente del Antiguo Testamento no se da generalmente a los niños católicos.
Su infancia es poco conocida, pero nacido en una familia de marineros (su padre y tío político eran marineros o navegantes) dibuja una buena formación de navegante bien entrenado y cartógrafo, así como dibujante y redactor de textos. Su educación no incluyó ni el griego antiguo ni el latín, por lo que no podía leer o aprender de cualquier literatura antigua. Más tarde escribió varias obras: crónicas de la Nueva Francia («Voyages»: trabajos publicados en 1603, 1613, 1619, 1632) y un Traité de la marine et du devoir d'un bon marinier [Tratado de la marina y del deber de un buen marinero] (1632). Una sola obra (escrita poco antes de 1603), el Brief discours des choses plus remarquables que Samuel Champlain de Brouage a reconnues aux Indes Occidentales [Breve discurso de las cosas más notables que Samuel Champlain Brouage ha conocido en las Indias Occidentales] que no publica y que se le imputa, ilumina el período de su vida comprendida entre 1595 y 1601.

### En el ejército del rey de Bretaña (1595-1598)
Dado que cada flota francesa tenía que asegurarse su propia defensa en el mar, Champlain trató de aprender luchando con las armas de fuego de su tiempo y adquirió ese conocimiento práctico al servir en el ejército del rey Enrique IV durante las últimas etapas de las guerras de religión de Francia. Samuel Champlain se unió al ejército real, bajo la dirección de los mariscales d'Aumont, de St Luc, y, a continuación, Brissac en Blavet, en Bretaña. El ejército había sido reunido con la intención de someter al duque de Mercœur, gobernador de Gran Bretaña, que había ofrecido refugio a un cuerpo expedicionario español y a las últimas tropas rebeldes de la Liga Católica durante la octava guerra religiosa (1585-1598).
Champlain sirvió en este ejército durante tres años, hasta la Paz de Vervins (1598). Allí se labró una buena reputación entre sus superiores. Sirvió primero como fourrier, «aide» de Jean Hardy (que era mariscal de logística); a continuación, como «enseigne» (enseña) del señor de Millaubourg; y finalmente logró el rango de «maréchal des logis» [sargento].
Durante este tiempo, según él, participó en un «certain secret voyage» [cierto secreto viaje] para el rey, y entró en combate (incluyendo tal vez el sitio de la fortaleza Crozon, a finales de 1594). Hacia 1597, era ya «capitaine d'une compagnie» [capitán de una compañía] que servía en una guarnición cerca de Quimper.

## Primeros viajes

### En el golfo de México (1599-1601)

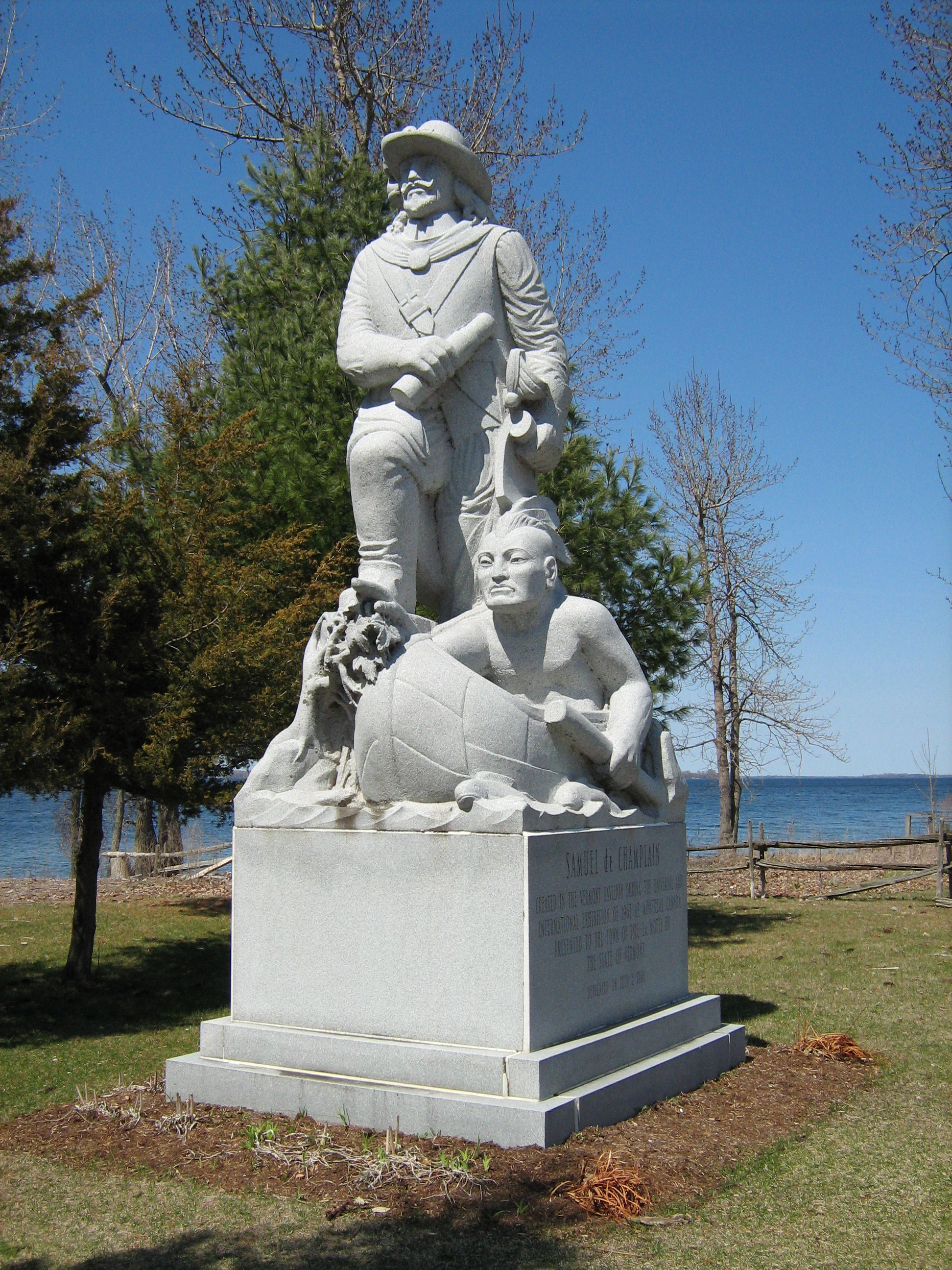
Champlain y guía en la isla de La Motte, Vermont, en el lugar donde se dice que Champlain pisó por primera vez Vermont (y acamparon) en 1609. El lago Champlain está en el fondo. (Escultor E.L. Weber, 1967; Foto por Matt Wills, 2009).

En 1598 su tío político, Guillaume Allène, llamado «le capitaine provençal», navegante, le dio la oportunidad de que lo acompañara, ya que su barco, el Saint-Julien, había sido fletado para transportar a las tropas españolas a Cádiz de conformidad con el Tratado de Vervins. Después de un pasaje difícil, permanecieron algún tiempo en Cádiz antes de que su tío consiguiera un nuevo flete para acompañar a una gran flota española a las Indias Occidentales. Su tío, que permanecerá en Cádiz, le ofreció nuevamente un lugar en su barco, esta vez al mando de Jerónimo de Vallebrera, e instruyó al joven Champlain para velar por el buque como encargado de seguridad. Este viaje duró dos años y permitió a Champlain ver y escuchar mucho acerca de las explotaciones españolas en el Nuevo Mundo, desde el Caribe hasta Ciudad de México. Informado o asesorado por españoles, Champlain habría participado en la exploración de México, y hasta lo que hoy es Panamá, que él habría reconocido por sí mismo, observando, a su vez, la estrechez del istmo y la pertinencia de construir un día un canal que permitiera un pasaje al otro océano.
En el camino tomó notas detalladas y escribió un informe sobre lo que aprendió en ese viaje y le dio ese informe, en secreto, al rey Enrique, que le recompensó con una pensión anual desde 1603 (y que en 1618 fue aumentada a 600 libras por año).
Dado que era secreto, este informe no fue publicado por primera vez hasta muy tarde, en 1870, por Laverdière: Brief Discours des Choses plus remarquables que Sammuel Champlain de Brouage a reconneues aux Indes Occidentalles au voiage qu'il en a faict en icettes en l'année 1599 et en l'année 1601, comme ensuite (y en inglés como Narrative of a Voyage to the West Indies and Mexico 1599–1602). La autenticidad de este relato como obra escrita por Champlain ha sido cuestionada con frecuencia, debido a las imprecisiones y las discrepancias con otras fuentes en una serie de puntos importantes; sin embargo, estudios recientes indican que la obra probablemente si fuera escrita por Champlain.
Tras el regreso de Champlain a Cádiz en agosto de 1600, su tío, que había caído enfermo, le requirió para que cuidara de sus negocios. Champlain lo hizo, y cuando su tío Guillaume Allène murió en junio de 1601, Champlain pasó a heredar sus bienes, que incluían una finca cerca de La Rochelle, propiedades comerciales en España, y un barco mercante de 150 toneladas. Esta herencia, combinada con la pensión anual del rey, le dio al joven explorador una gran independencia, ya que no dependería del apoyo financiero de comerciantes y otros inversores.
Desde 1601 hasta 1603, Champlain sirvió como geógrafo en la corte del rey Enrique. Como parte de sus funciones, viajó a los puertos franceses y aprendió mucho sobre Norteamérica de los pescadores que estacionalmente viajaban a las zonas costeras desde Nantucket a Terranova para capitalizar las ricas pesquerías de allí. También hizo un estudio de los anteriores fracasos franceses en la colonización de la zona, incluido el de Pierre de Chauvin de Tonnetut (antes de 1575-1603) en la colonia fundada en 1600 en Tadoussac, en la boca del río San Lorenzo, en la que solamente cinco de los 16 colonos lograron sobrevivir al duro invierno (y en la que participó también François Gravé).

### En el San Lorenzo (1603)
Cuando en 1602 Chauvin perdió el monopolio sobre el comercio de pieles, el rey decidió otorgar tal monopolio comercial con la Nueva Francia a Aymar de Chaste, entonces gobernador de Dieppe. Champlain se acercó a de Chaste para lograr ocupar un lugar en el primer viaje que se realizase a Norteamérica, intención que recibió la aprobación del rey cuando Champlain se comprometió a darle un informe detallado de tal expedición. Recomendado por De Chaste a uno de sus capitanes, Francois De Grave, que lideraría la próxima expedición de comercio de pieles a la Nueva Francia, Champlain logró ser admitido y viajar en calidad de observador. François Gravé Du Pont (llamado Sieur du Pont o Pont-Gravé, Gravé-Dupont, le Pont) era ya un navegante, explorador y comerciante experimentado en esas regiones, y cada verano, desde hacía quizás ya 20 años, remontaba el río San Lorenzo en barque hasta Trois-Rivières. Champlain logró establecer una sólida amistad de por vida con Gravé, que le educaría sobre la navegación en América del Norte y en particular en el río San Lorenzo y que además le instruyó en el trato con los nativos de allí (y en Acadia después).

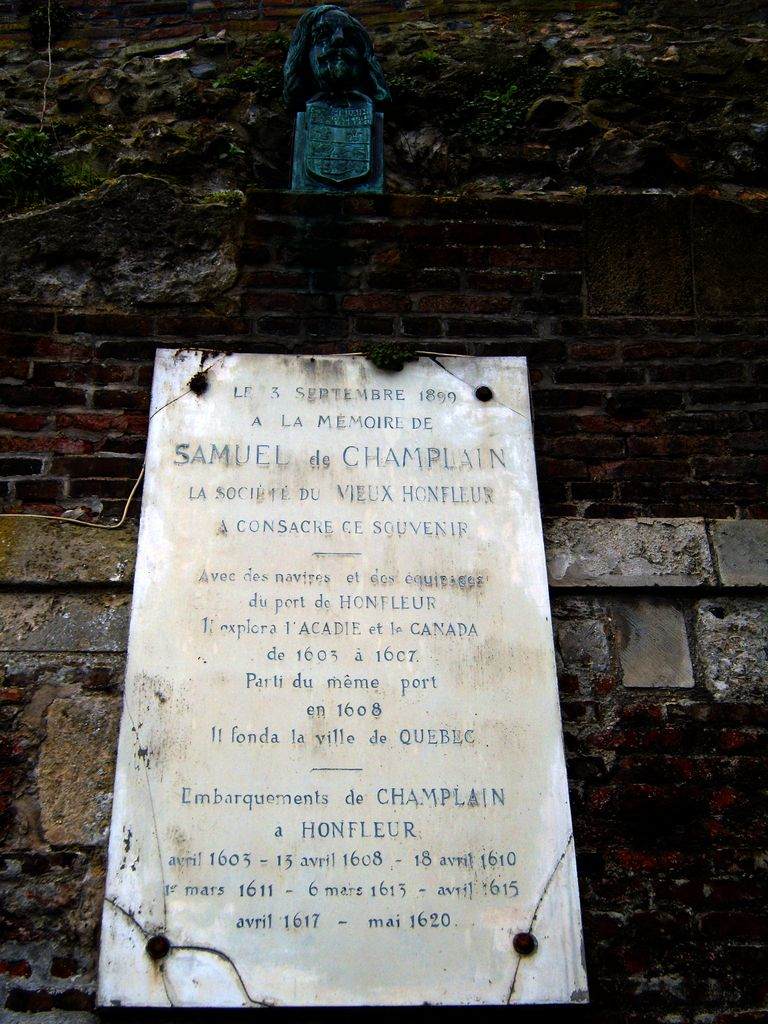
Placa conmemorativa de las partidas de Champlain en el puerto de Honfleur.

El 15 de marzo de 1603, Champlain partió del puerto normando de Honfleur a bordo de La Bonne Renommée [La Buena Reputación]. Otros dos barcos formaban parte de la expedición, uno de ellos La Françoise. El 24 de mayo la flota ancló en Tadoussac. El 27 de mayo, Champlain y Gravé atravesaron en barco la desembocadura del río Saguenay y descendieron en la «Pointe aux Alouettes». Rindieron también visita al jefe montagnais Anadabijou, que acampaba cerca. Este último les dio la bienvenida celebrando una gran fiesta, en medio de un centenar de guerreros. El consejo se reunió, y uno de ellos, que había regresado de Francia, habló extensamente del país que había visitado, y les contó acerca de una entrevista que había mantenido con el rey Enrique IV. Explicó que el rey de los franceses les deseaba lo mejor y que quería poblar sus tierras.
Champlain y Gravé participaron en el ritual del calumet y aspiraron grandes bocanadas de humo de tabaco. Este primer acuerdo marcó toda la política indiana francesa del siguiente siglo, incluyendo la participación francesa en las guerras contra los iroqueses, entonces enemigos de los montagnais y de otras naciones que frecuentaban el río. El encuentro finalizó y los franceses abandonaron el lugar el 18 de junio en dirección aguas arriba.

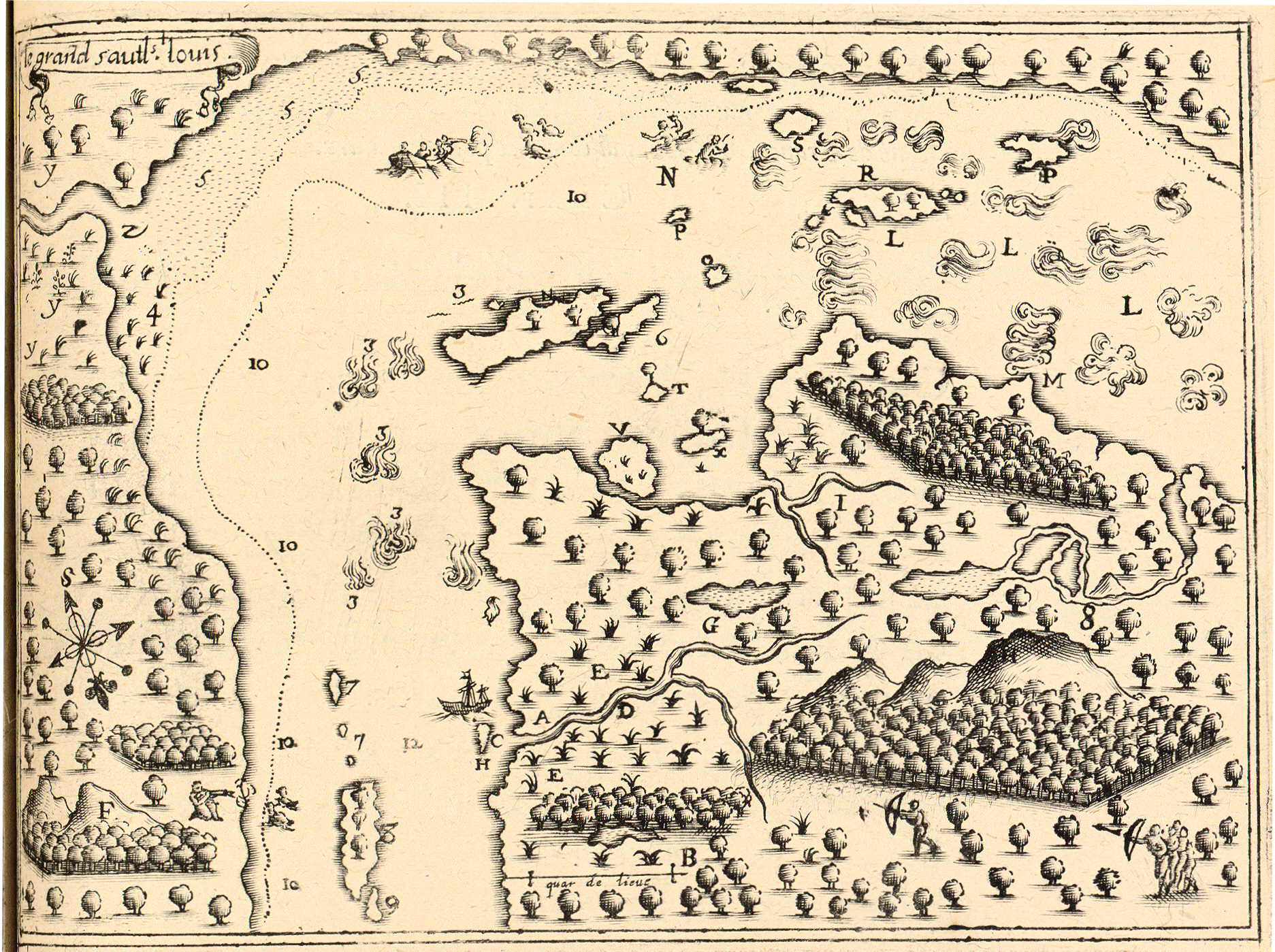
Le grand sault st. Louis, dibujo de Champlain (mayo de 1611) (rápidos de Lachine).

La expedición seguía los pasos de Jacques Cartier. Querían llegar al lugar que Champlain describió como el «Grand Sault saint Louis» (los rápidos de Lachine), que Jacques Cartier llamó Ochelaga y que no había logrado franquear el 2 de octubre de 1535. Champlain describió las fuertes corrientes que hacían que fuese difícil la navegación en sus canoas, y que les obligó a completar su viaje por tierra. Demasiado ansioso por llegar a ese «grand sault», que esperaba franquear, Champlain apenas se dio cuenta de dos importantes lugares estratégicos, dónde más tarde se establecerán puestos de comercio y que serán los futuros asentamientos de Quebec y Trois Rivieres.
Champlain no tenía ningún nombramiento oficial en ese viaje ni cometido, más que elaborar un informe y dibujar con precisión un mapa de «la Grande Rivière de Canadas» (río San Lorenzo), desde su embocadura hasta el «Grand Sault Saint-Louis». Tras su regreso a Francia acompañado de algunos nativos —llegó a Honfleur el 20 de septiembre— presentó su informe al rey y publicó un relato de la expedición, titulado Des Sauvages: ou voyage de Samuel Champlain, de Brouages, faite en la France nouvelle l'an 1603 (relation de son séjour dans un campement estival de Montagnais à Tadoussac, puis de son parcours sur les traces de Jacques Cartier), con dibujos y mapas, uno de ellos del río San Lorenzo. Incluido en su relato están las reuniones en Tadoussac con Begourat, un jefe montagnais, en las que se establecieron las relaciones positivas entre los franceses y los muchos montagnais  allí reunidos, además de con algunos algonquinos amigos.

### En Acadia y hasta el futuro Boston (1604-1607)

Expediciones y asentamientos de Pierre Dugua, sieur de Mons y Champlain en Acadia.

De nuevo con la promesa a Enrique IV de informar sobre los nuevos descubrimientos, Champlain se unió a una segunda expedición a la Nueva Francia en la primavera de 1604, en el que participó como explorador, geógrafo y cartógrafo. Este viaje, una vez más un viaje de exploración sin mujeres y niños, durara varios años y se centrara en las zonas al sur del río San Lorenzo, en lo que después llegó a conocerse como Acadia (hoy Nueva Escocia). Fue dirigido por Pierre Dugua, sieur de Mons (ca 1560-1628), un noble, comerciante y protestante, al que el rey había nombrado «Lieutenant général en Amérique septentrionale» y había concedido el monopolio del comercio de pieles en Nueva Francia, para compensar los gastos de establecer una colonia. La expedición estuvo pilotada también por François Gravé, aparejándose en Havre-de-Grâce, y contaba con dos barcos, Le Bonne Renommée, al mando de Gravé y Le Don de Dieu [El Regalo de Dios], donde viajaban Dugua de Mons, Jean de Biencourt, seigneur de Poutrincourt, el sieur d’Orville y Samuel Champlain.
Tras cruzar el Atlántico, el 4 de mayo arribaron a Port-au-Mouton, al sur de la Acadia. Dugua encomendó a Champlain encontrar un sitio para disponer el campamento de invierno. Champlain emprendió una navegación costera, en barca, con diez hombres. Después de explorar los posibles lugares en la baie Française (hoy bahía de Fundy), Champlain seleccionó la isla Saint Croix en el río Sainte-Croix, en el que será el primer asentamiento francés en el Nuevo Mundo. Champlain se alojó en una choza con d’Orville y Pierre Angibault. Procedieron a explorar para encontrar minas y otro sitio para una colonia más sostenible, entrando en los ríos Penobscot y Kennebec y reconociendo más de 200 km de costa, de los que Champlain proporcionó una descripción exacta. Después de soportar un duro invierno en la isla, en el que fallecieron 35/36 franceses de los 79 que hibernaron, a mediados de junio regresó de nuevo Gravé Du Pont, con una cuarentena de hombres y nuevos avituallamientos.
Buscaron otro lugar más al sur del Kennebec, que tuviera buen suelo, mejor clima y buenas relaciones con los autóctonos, visitando la bahía de las Siete Islas (bahía Casco), la bahía Chouacouët (bahía Saco), el cabo de las Islas (cabo Ann), la bahía de las Islas (bahía Boston), el puerto de San Luis (la bahía de Plymouth), el cabo Blanco (cabo Cod) y Mallebarre (Nauset Harbour). Volvieron de regreso a Santa Cruz el 3 de septiembre y Champlain dejó del viaje una descripción muy precisa. El 21 de septiembre trasladaron la colonia a Port Royal, en un lugar protegido de los vientos del noroeste y a orillas de un lago, en el fondo de la baie Française (en el valle de Annapolis Royal, en Nueva Escocia, cerca de Digby), desmontando y trasladando las casas del invierno pasado. Champlain levantó un taller de bricolaje, un huerto y un jardín y construyó una pequeña presa para la cría de truchas. Dugua se vio obligado a dejar el asentamiento para regresar a Francia en septiembre de 1605, porque se enteró de que su monopolio estaba en riesgo, y designó al mando a Orville y después a Gravé Du Pont. Ese invierno fallecieron de escorbuto 12 de los 45 franceses de la colonia.
El 5 de mayo de 1606 regresó el Jonas con nuevos colonos, aún sin ninguna mujer o niño. El 26 de julio partió de regreso el barco, al mando de Grave y con cincuenta colonos, sustituyendo John Biencourt Poutrincourt a Grave Du Pont como comandante de la colonia. Marcos Lescarbot y el boticario Luis Hebert, primo alemán de Poutrincourt, permanecieron en la colonia. Ese otoño, Champlain y Poutrincourt, se dedicaron de nuevo a la exploración, al sur de Acadia y cabo Cod, en busca de otro lugar para establecer una colonia permanente. En puerto Fortuné cuatro miembros del grupo murieron tras una escaramuza con los indígenas. Encontraron buenas bahías y bautizaron varios lugares, pero la presencia británica en la vecindad y las malas relaciones con los indios les llevaron a renunciar a su instalación en la costa. El 14 de noviembre estaban de regreso en Port Royal, donde fueron bien acogidos por la pequeña colonia. Lescarbot representó una pequeña obra teatral, Théâtre de Neptune. Los colonos se adaptan mejor al invierno y Champlain fundó la Ordre de Bon Temps [Orden del buen ánimo], para que todos pasasen allí el invierno «fort joyeusement» [muy gozosamente]. El escorbuto todavía se cobró ese invierno de cuatro a siete víctimas.
A finales de mayo de 1607 les llegó la noticia de que los privilegios del comercio de Dugua de Mons habían sido revocados, bajo la presión de otros comerciantes y los proponentes del libre comercio. Champlain vuelva a explorar la costa hacia el sur, desde la isla del Cabo Bretón hasta el sur del «Cap Blanc» (cabo Cod, en Massachusetts), en busca de sitios más fáciles de defender y adecuados.
Pequeñas escaramuzas con los residentes nausets le disuadieron de la idea de establecer un asentamiento cerca de la actual Chatham y bautizó la zona como Mallebar ("Mala Barra"). Champlain cartografió toda esa costa, lo que le valdrá el título de «géographe du roi», atribuido par Marc Lescarbot. El 3 de septiembre todos los miembros de la colonia partieron a bordo del Jonas de Port Royal, que quedó entonces librado a la vigilancia de su amigo, el jefe Membertou, y la expedición regresó a Francia, llegando a Saint-Malo el 30 de septiembre. Esa misma primavera, el 13 de mayo, los ingleses fundaron, con 105 colonos, Jamestown.
El Mercure de 1608 informó así sobre la instalación de los franceses por primera vez en Nueva Francia:

«Des navigations des François en Canada

Nous avons dit cy-dessus que les Holandois continuaient leurs navigations en l’une & l’autre Inde; & les Anglois en Virginie: Quant aux François naviguant en la Nouvelle France, le sieur des Monts obtint du Roy en cette année nouvelle confirmation de privilège pour la traite des Castors en la nouvelle France, afin qu’il eût moyen d’y mieux établir à l’advenir ses Colonies ; & y envoya au mois de Mars trois Navires garnies de bons ouvriers & familles, pour y commencer des Républiques. Il ne sera hors de propos de rapporter quand il entreprit d'y naviguer.

«Le Sieur des Monts Vice Amiral en la Nouvelle France 1604 

L’an 1603, le sieur des Monts ayant proposé au Roy, qu’il falloit commencer une habitation en la Nouvelle France, & ne se contenter d’en voir le pays, obtint de sa Majesté permission d’y aller avec titre de Vice-Admiral et défences à tous, fors à ceux qui seroient entrez en association avec luy pour ladite entreprise, d’équipper aucuns vaisseaux pour y négocier de fourrures & autres marchandises, durant le temps de dix ans portez par sa permission, sçavoir, depuis le Cap de Raze jusques au quarantième degré, comprenant toute la côte de la Cadie, terre & Cap Breton, Bayes de S. Clerc, Chaleur, Isle-perçee, Gachepé, Chichedec, Mesamechi, Lesquemin, Tadousac et la rivière de Canada.

«Faict son habitation en l'Isle Saincte Croix, et y passe l'Hyver.

Le septième de Mars l’an 1604, le sieur des Monts partit avec deux Navires du Havre de Grâce, pour y commencer ladite habitation, & y demeurer un Hyver, Arrivé qu’il y fut après avoir eu plusieurs tourmentes sur mer, il dressa sa première habitation en la rivière de Canada, dans l’Isle de S. Croix, où il fit un fort qu’il garnit de canon, & de plusieurs bâtiments de charpenterie : Il y en eut aucuns qui se cabannèrent à la mode des Sauvages : Bref, ils défrichèrent l’isle, reconnurent quelques lieux és environs, où ils semèrent des grains& mirent le meilleur ordre qu'ils purent pour y hyverner : Cependant que le sieur de Poitrincourt qui l'avoit accompagné en ce voyage, s'en retourna en France avec les deux Navires, qui apportèrent plusieurs balles de Castors & autres narchandises de pelleterie.

« Maladies inconnues, dont moururent plusieurs des françois nouveaux habitants de Canada.

L’Hyver venu, qui est très-rigoureux en ce pays-là, ces nouveaux habitans en reçurent de grandes incommoditez, premièrement de bois, & d’eau douce, n’ayans qu’un seul bateau pour passer la grande rivière & en aller quérir car leur barque n’était raccommodée : puis ce fut pitié pour les gelées & neiges, qui y furent si grandes, que le cidre gela dans les tonneaux, & le vin ne s'y distribuait plus que par certains jours de la semaine : plusieurs qui burent de l’eau de neige devinrent incontinent malades de maladies incogneuës en l’Europe, pareilles à celles qu’eurent ceux qui accompagnèrent autresfois Jacques Cartier : les jambes leur devenaient premièrement grosses & enflées, les nerfs retirés et noircis, puis la maladie leur montait aux hanches, cuisses, épaules, aux bras & au col; la bouche leur devenait si infecte d'une chair pourrie laquelle y surabondait & renaissait du jour au lendemain quand on la pensait enlever, qu'en peu de temps trente-six en moururent : Il y en eut quarante ou environ lesquels en guérirent quand le Printemps fut revenu.

[...]

Le sieur du Pont-Gravé arriva de Honfleur avec une Compagnie pour le secourir. Ceste venuë fit qu’ils advisèrent ensemble d’aller faire demeure à un port que le sieur de Poitrincourt avoit demandé et qu’il avoit appelé le Port-Royal.»
Le Mercure (con actualización ortográfica de nombres, recogidos en cursiva.)

### Fundación de la ciudad de Quebec (1608-1609)

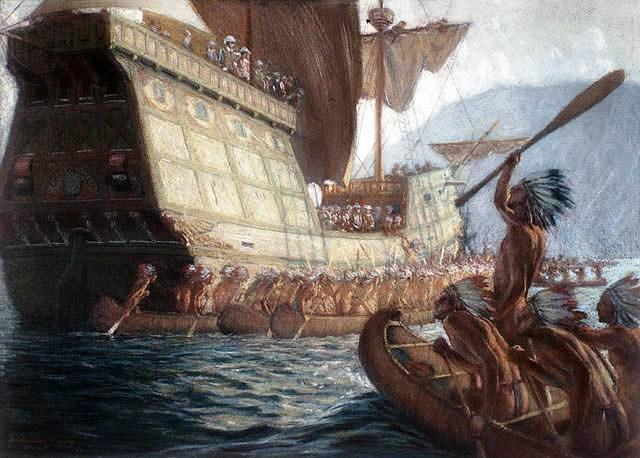
L'arrivée de Champlain à Québec, obra de George Agnew Reid realizado en ocasión del tercer centenario (1908), que muestra la llegada de Samuel de Champlain en el sitio de la Ciudad de Quebec.

Champlain no se quedó mucho tiempo en Francia, ya que Dugua de Mons, que había logrado entretanto una reconducción del monopolio por un único año, quería que Champlain viajase de nuevo con la tarea de preparar el establecimiento de una colonia permanente francesa en un lugar adecuado a lo largo de «la Grande Rivière de Canada» (hoy en día, río San Lorenzo). Dugua equipó, a su costa, una flota de tres barcos, con trabajadores (aún no iban ni mujeres ni niños), que salió del puerto francés de Honfleur. La nave principal, nuevamente el Le Don de Dieu, estaba al mando de Champlain, como teniente de Dugua de Mons, que permaneció en Francia. Otro buque, el Lévrier [El Lebrel] iba dirigida por su ya amigo Du Pont.
El pequeño grupo de colonos llegó a Tadoussac en el curso bajo del río San Lorenzo el 3 de junio. A causa de la peligrosa fuerza del río Saguenay acabaron allí el viaje en los barcos y continuaron río arriba por el gran río en pequeños botes, con hombres y materiales.
El 3 de julio Champlain desembarcó en point of Quebec [punta de Quebec] («cap Diamant») y se dedicó a fortificar la zona erigiendo tres edificios principales de madera, cada uno de dos pisos de altura, que colectivamente bautizó como Habitation [Vivienda], con una estacada de madera y un foso de 12 pies (4 m) de ancho alrededor de ellos. Esta instalación se convirtió así en la semilla de la primera colonia francesa en crecer en las orillas del río San Lorenzo y fue el comienzo de la Ciudad de Quebec. Cultivar la tierra, explorar y fortificar este lugar se convirtieron en las grandes pasiones de Champlain para el resto de su vida. (En la década de 1620, la Habitación de Quebec era principalmente un almacén para la Compagnie des Marchands, ya que Champlain vivía en el Fort Saint Louis, una nueva construcción de madera en la colina (al sur del actual Château Frontenac Hotel), cerca de las dos únicas casas construidas por las dos familias de colonos, las de Louis Hébert y Guillaume Couillard, su yerno).
El primer invierno de 1608-09 fue difícil para los 25 hombres que quedaron en el lugar. La mayoría murió de escorbuto o disentería y solo ocho hombres sobrevivieron, además de Champlain.

### En el lago Champlain (1609)

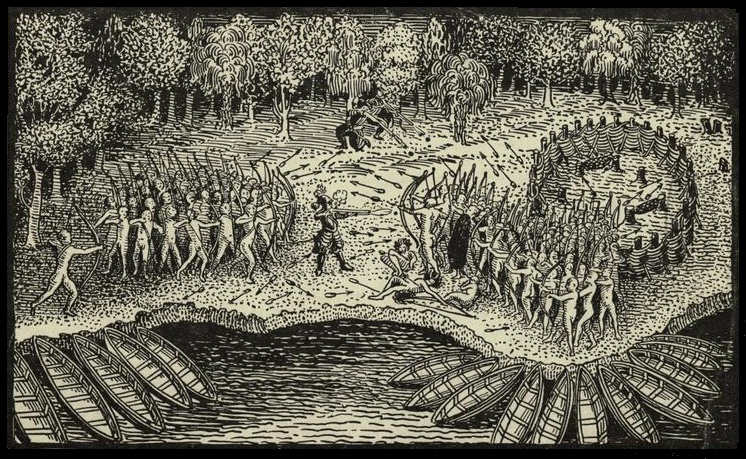
Deffaite des Yroquois au Lac de Champlain [Derrota de los iroqueses en el Lago Champlain] (1609), grabado basado un dibujo de Champlain de su viaje de 1609, publicado en 1613, reedición de LaVerdiere, en las Œuvres de Champlain (1870). Representa a una batalla entre las tribus de los iroqueses y algonquinos, cerca del lago Champlain.

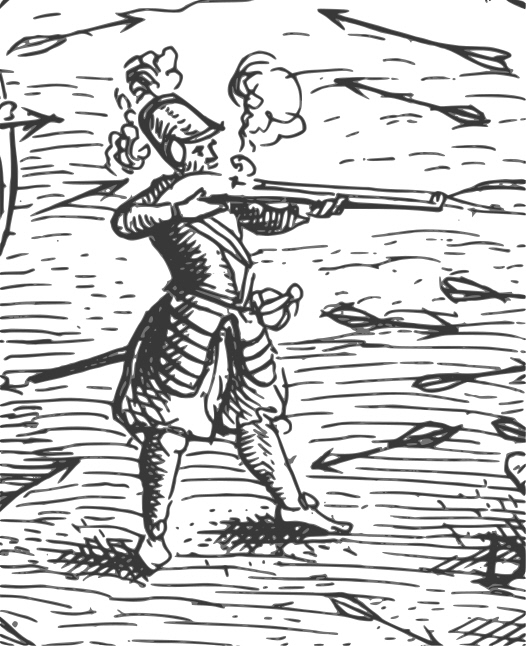
Detalle ampliado del centro del grabado anterior. Este es el único retrato contemporáneo del explorador que sobrevive. Es también un autorretrato.

El 28 de mayo de 1609 Gravé du Pont regresó a Tadoussac con reavituallamientos. Desde la primavera y durante el verano de 1609, Champlain se encargó de establecer mejores relaciones con las tribus nativas locales. Hizo alianzas con los Wendat (llamados Huron por los franceses) y Etchemin y como en Tadoussac, seis años antes, renovó las alianzas con los montagnais y los algonquinos, que vivían al norte del río San Lorenzo. Estas tribus exigieron que Champlain les ayudase en su guerra contra sus enemigos los iroqueses, seminómadas también, que vivían en el suroeste del río.
Champlain partió, con nueve soldados franceses y 300 nativos, el 28 de junio para explorar la rivière des Iroquois (ahora río Richelieu), y se convirtió en el primer europeo que cartografió el lago que nombró con su propio nombre (el lago Champlain, que se prolonga en el actual estado de Vermont). No habiendo tenido, hasta ese momento, ningún encuentro con los iroqueses, el grueso de las tropas se volvió, dejándolo con solo dos franceses y sesenta amerindios.
El 29 de julio, en algún lugar de la zona cercano a Ticonderoga y Crown Point (estado de Nueva York) (los historiadores no están seguros de cuál de estos dos lugares, pero Fort Ticonderoga reclama que se produjo cerca de su sitio), Champlain y su equipo encontraron a un grupo de iroqueses. Al día siguiente, doscientos iroqueses avanzaban sobre su posición. Un guía indígena señaló a los tres jefes iroqueses: Champlain inmediatamente mató a dos de ellos a la vez con un solo disparo de arcabuz, que también provocó la rápida huida de todos los iroqueses. Esta acción dio comienzo a un largo período de relaciones hostiles entre la confederación de las cinco naciones iroquesas contra los colonos franceses, que durara el resto de siglo.

### Ida y vuelta Francia-Quebec (1609, después 1610)
El 5 de septiembre, Champlain regresó a Francia acompañando a Gravé Du Pont, después de dejar al mando de la colonia a Pierre Chauvin, para informar al señor de Mons, y después al rey, en Fontainebleau, y tratar con él de renovar su monopolio sobre el comercio de pieles. Muchos comerciantes se opusieron a ello. Las negociaciones fracasaron, pero Champlain y Mons consiguieron convencer a algunos distribuidores de Rouen para formar una asociación con ellos. El objetivo era convertir una parte del asentamiento de Quebec en un almacén para su uso exclusivo, en virtud del cual los comerciantes se comprometieron a apoyar la colonia.
El 8 de abril de 1610 Champlain parte de Francia en el Loyale , con Gravé Du Pont y acompañados por artesanos, y el 28 de abril está de regreso en Quebec, tras su cuarta travesía. Al llegar, sus aliados indios requerían su ayuda en otro episodio en la guerra contra los iroqueses. Durante la batalla, en la desembocadura del río de los Iroquesess (ahora Richelieu), Champlain recibió una flecha que le atravesó el lóbulo de la oreja y le causó heridas en el cuello. Champlain confió al joven francés Étienne Brûléal jefe Iroquet, con el fin de iniciarle en la lengua y las costumbres de los algonquinos. Una vez más victorioso, regresó a Quebec para ver que el comercio de pieles había sido desastroso para los comerciantes que le apoyaban y para conocer la noticia del asesinato del rey. En mayo de 1610, el rey Enrique había sido asesinado por Ravaillac, un católico fanático, y el imperio había recaído en su esposa, María de Médici, como regente, dados los nueve años de Luis XIII de Francia. María era una católica acérrima, con poco interés en la Nueva Francia, y a muchos protestantes, partidarios financieros de Champlain se les negó el acceso a la corte, incluyendo a Dugua, que debió de renunciar al título de «Lieutenant général pour la Nouvelle-France».
Champlain, al saber tales noticias, embarca el 8 de agosto para Francia, acompañado entre otros del hurón Savignon, dejando 16 hombres en Quebec, al mando de Jean de Godet du Parc, para establecer nuevas conexiones políticas de apoyo a los esfuerzos de colonización. El 27 de septiembre Champlain arriba a Honfleur. Hacen saber a la reina madre que el 24 de junio de ese mismo año se habían producido los primeros bautsmos cristianos en Nueva Francia, el del jefe Membertou y 20 miembros de su familia.

### Matrimonio
Una de las formas que Champlain parece haber elegido para mejorar su acceso a la corte de la regente fue su decisión de contraer matrimonio con una joven de doce años, Hélène Boulle, hija de Nicolás Boulle, agente judicial de la corte («secrétaire de la chambre du roi»). El contrato de matrimonio se firmó en París el 27 de diciembre de 1610 en presencia de Dugua, que había tratado con el padre (un protestante como él) y la pareja se casó tres días después, el 29 de diciembre, en la iglesia de Saint-Germain-l'Auxerrois de París. Los términos del contrato establecían que la cohabitación de los cónyuges, debido a la corta edad de la novia, sería dos años más tarde, pero Champlain, tras la firma recibió ya 4.500 de las 6.000 libras de dote, una cantidad que garantizaba su seguridad financiera sin arruinar a la familia de su esposa. Nacida calvinista, Helen Boulle se haría católica en el transcurso de esos dos 2 años.
El matrimonio fue al principio muy difícil, ya que Hélène se rebeló cuando se le dijo que debía de reunirse con Champlain en agosto de 1613. Su relación, que aparentemente carecía de conexión física, se recuperó y fue buena durante muchos años. En 1620, Hélène acompañó a Champlain a Quebec, donde vivió durante varios años, aunque se aburría, a pesar de la presencia de su hermano Eustache Boullé, que llevaba viviendo en Quebec desde 1618 al servicio de Champlain. En 1624 Hélène regresó a París. En 1633, Champlain deja de nuevo Francia, esta vez sin ella. Es el final, ya que se queda en Quebec, donde murió en la Navidad de 1635, sin descendencia, ya que la pareja no tuvo hijos, aunque Champlain había adoptado tres niñas montagnais llamadas Fe, Esperanza y Caridad en el invierno de 1627-1678. Hélène no hereda de él, sin por ello dejar de vivir a gusto en París.
Diez años más tarde, Hélène Boullé entró en el convento de las Ursulinas de París, tomando el velo bajo el nombre de Hélène de Saint-Augustin. Cedió todos sus bienes a la comunidad, para construir un nuevo convento en Meaux, donde se instaló con cuatro religiosas. Permaneció allí durante seis años antes de morir el 20 de diciembre de 1654, a la edad de cincuenta y seis años.

## La exploración de la Nueva Francia

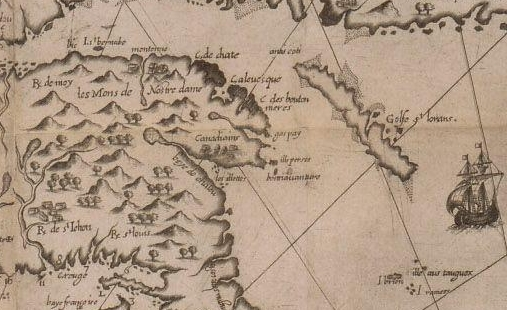
Bahía Chaleurs y golfo de San Lorenzo, parte del mapa de Champlain de 1612.

### Exploración de la isla de Mont Royal (1611)
Uno de los mandatos que Samuel de Champlain llevaba era encontrar, en la isla de Mont Royal, sea en la orilla del río de las Praderas o bien cerca del Sault Saint-Louis, el lugar más propicio para el establecimiento de una futura colonia. En honor de su joven esposa, bautizó la isla de Sainte-Héléne a una gran isla que se encuentra al pie del Gran Sault St. Louis, que sigue siendo el nombre de esta isla (en la que se construyó en el siglo XX el puente Jacques Cartier).
Visitó varios lugares en el lado norte de la isla, a lo largo de la rivière des Prairies, y después decidió atravesar la isla, de unas 8 leguas (26 km) para llegar a la desembocadura de un pequeño río (el río Saint-Pierre, que forma un pequeño lago cerca de su desembocadura, convertido ahora en la desembocadura del canal de Lachine), que fluye a los pies de «Sault St. Louis»:

OEUVRE DE CHAMPLAIN - p. 838-39, abbé C.-H. Laverdière, M. A.

### Regreso a Quebec

Mapa de la Nueva Francia dibujada por Samuel de Champlain en 1612.

Champlain regresó al puesto de Quebec el 21 de mayo de 1611. Durante el verano, se fue a Montreal, a los pies del «Grand Sault» (en la zona de la actual Place Royale), donde aclaró un terreno y construyó un muro para ver si podría soportar el invierno y las inundaciones de primavera. Luego, con el fin de aumentar su prestigio entre los nativos, aceptó descender con ellos en una canoa de corteza el Sault St. Louis (los rápidos de Lachine): una proeza realizada antes solamente por otro europeo.
Ese otoño regresó nuevamente a Francia para asegurar el futuro de su proyecto. Habiendo perdido el apoyo de los comerciantes, escribió informes y dibujó un mapa (que es el más antiguo aún hoy existente) y pidió al nuevo rey, Luis XIII, intervenir. El 8 de octubre de 1612 Luis XIII nombró a Charles de Bourbon, conde de Soissons (futuro príncipe de Condé) teniente general de la Nueva Francia. Champlain recibió el título de «lieutenant» (teniente), con poder para ejercer el mando en el nombre del teniente general, nombrar capitanes y tenientes, instruir a los funcionarios en la administración de la justicia y el mantenimiento de la autoridad policial, de reglamentos y ordenanzas, para celebrar tratados, hacer la guerra con los indígenas y retener a los comerciantes que no formen parte de la empresa. Sus funciones incluían la tarea de encontrar el camino más corto hacia la China y las Indias y la manera de descubrir y explotar minas de metales preciosos.
A principios de ese año publicó una relación de acontecimientos entre los 1604 y 1612, titulado Voyages [...] y el 29 de marzo de 1613 arribó de regreso a Nueva Francia, asegurándose primero de que su nueva comisión real fuera proclamada. Muchos nativos estaban disgustados por las tácticas de los comerciantes no acreditados. El comercio de pieles, una vez más, aportó poco. Champlain partió el 27 de mayo para continuar su exploración del país de los hurones con la esperanza de encontrar el «mer du nord» (mar del norte) del que había oído hablar (probablemente la bahía de Hudson). Viajó por el río Ottawa, dando más tarde la primera descripción de esta zona. En junio se reunió con Tessouat, el jefe de los algonquinos de la isla aux-Allumettes, y se ofreció a construir una fortaleza para la tribu si ellos se movían de la zona que ocupaban, con sus pobres suelos, a los rápidos de Lachine.

## Exploraciones hacia el oeste (1613 y 1615-1616)

### Primera exploración a la «mer douce» (1613)
En su primer viaje en «les Pays d'en Haut», en mayo de 1613, Champlain comenzó a explorar el río Ottawa (rivière des Outaouais). El intérprete (o «truchement») Nicolás de Vignau, aseguró que conocía la ruta al «mer du Nord» (la bahía de Hudson):

El 13, dejé Quebec para ir a Sault St. Louis, donde llegué el 21. Pero con sólo dos canoas, no podía llevar conmigo más que 4 hombres entre los cuales uno estaba uno llamado Nicolás Vigneau, el mentiroso más descarado que haya visto en mucho tiempo, como lo que sigue de esta intervención mostrará,... me dijo a su regreso de París en el año 1612 que había visto el mar del norte... Así con nuestras canoas cargadas con algunos viveres, nuestras armas y mercaderías para hacer presentes a los salvajes, partí el lunes 27 de mayo de la isla Saincte-Heleine con cuatro franceses y un indio.
«Le 13, je partis de Québec pour aller au Sault Saint Louys où j’arrivay le 21. Or n’ayant que deux canaux, je ne pouvois menier avec moy que 4. hommes entre lesquels estoit un nommé Nicolas de Vigneau, le plus impudent menteur qui se soit veu de long temps, comme la suite de ce discours le fera voir, …il me rapporta à son retour de Paris en l’année 1612. qu’il avoit veu la mer du nort… Ainsi nos canots chargez de quelques vivres, de nos armes & marchandises pour faire présents aux Sauvages, je partis le Lundi 27. Mai de l'isle Saincte-Heleine, avec quatre François et un Sauvage».
Oeuvres de Champlain - pag. 857, Padre LaVerdiere C.-H., MA)

Por iniciativa de Nicolás de Vignau, Champlain remontó el río Ottawa hacia el país de los hurones. Se detuvo en un campamento de una tribu algonquina, los kichesippirini, en la isla aux Allumettes. Para mantener el rol de los kichesippirini como intermediarios entre los franceses y otras tribus nativas, el jefe Tessouat contradijo a Vignau sobre la ruta hacia la bahía de Hudson. También se mostró muy reticente con la intención de Champlain de continuar su viaje hasta el lago Nipissing. Después de un par de regalos e intercambios diplomáticos, el explorador se volvió y regresó a Quebec. En el camino, Champlain perdió su astrolabio.

### Primera misa en la isla de Montreal (1615)
La primera misa en la isla de Montreal tuvo lugar el 24 de junio de 1615 en el río de las Praderas, celebrada por el padre Denis Jamet asistido por el padre Joseph Le Caron, ambos recoletos. A propósito de esta primera misa, Champlain declaró:

(...) y al día siguiente, partí de allí para ir al río de las Praderas, donde estaban dos canoas de los salvajes, me encontré con el padre Joseph [Le Caron], que estaba regresando a nuestro asentamiento, con algunos ornamentos de Iglesia para celebrar el santo Sacrificio de la Misa, que fue cantada en la orilla de ese río, con toda devoción, por el rev. padre Denis [Jamet] y el padre Joseph [Le Caron], delante de todos esos pueblos que estaban admirados, de ver las ceremonias que se realizan y los ornamentos que les parecían tan hermoso, como cosa que no habían jamás visto: así fueron los primeros que celebraron la Santa Misa.
«…et le jour suivant, je party de là pour retourner à la rivière des Prairies, où estant avec deux canaux de Sauvages, je fis rencontre du père Joseph [Le Caron], qui retournoit à notre habitation, avec quelques ornements d'Église pour celebrer le saintc Sacrifice de la messe, qui fut chantee sur le bord de ladite riviere avec toute devotion, par le Reverend Pere Denis [Jamet], et Pere Joseph [Le Caron], devant tous ces peuples qui estoient en admiration, de voir les ceremonies dont on fait et des ornements qui leur sembloient si beaux, comme chose qu'ils n'avoient jamais veuë: car c'estoient les premiers qui ont celebré la Saincte Messe».
 OEUVRES DE CHAMPLAIN - p. 504, abbé C.-H. Laverdière, M. A.

(En conmemoración de esta primera misa, la ciudad de Montreal hizo erigir en 1915 en medio del parque Nicolas Viel una estela en granito coronada por una cruz. Uno de los lados de la estela recuerda la primera misa celebrada por el padre Denis Jamet en Montreal el 24 de junio de 1615, en la orilla del río des Prairies. El otro lado recuerda la memoria del padre Viel y de su protegido, Ahuntsic. Esta estela del escultor J. C. Picher fue obra de la Société Saint-Jean-Baptiste de Montreal. Además, los visitantes pueden aprender de la maravillosa pintura de Georges Delfosse en la catedral Marie-Reine du Monde, calle René-Lévesque de Montreal, cuya ilustración se dibuja).

### Primera exploración a los Grandes Lagos (1615-1616)
Champlain realizó a continuación su segundo viaje al «Pays d'en Haut». El 9 de julio de 1615 Champlain dejó Quebec y llegó a la bahía Georgiana en compañía de dos franceses, siendo uno de ellos probablemente Étienne Brûlé. Usando el camino real de la trata de personas (río Ottawa, río Mattawa, lago Nipissing, río Francés y la bahía Georgiana), a continuación, Champlain accedío al corazón del país de los hurones. Exploró el país y se mantuvo leal a los aliados indios, los algonquinos y los hurones-Wendat. Viajó de pueblo en pueblo hasta Cahiagué, una comunidad huron situada a orillas del lago Simcoe y lugar de nombramientos militares. Aquí un grupo de guerreros indígenas, con Étienne Brûlé, se dirigió hacia el sur para entrar en combate contra los susquehanoques y los iroqueses. Decidió continuar la guerra contra los iroqueses.

### Expedición militar
El 1 de septiembre, en Cahiagué, Champlain y las tribus del norte comenzaron una expedición militar contra los iroqueses. La partida pasó el lago Ontario por su extremo oriental donde escondieron sus canoas y continuaron su viaje por tierra. Siguieron el río Oneida (Onneiout) hasta que llegaron a un fuerte iroqués situado entre los lagos Oneida y Onondaga, la principal fortaleza de Onondaga, el 10 de octubre de 1615, en lo que ahora Nichols Pond, 10 millas al sur de Canastota. Champlain atacó la empalizada del pueblo indígena Oneida. Estuvo acompañado por 10 franceses y 300 indios hurones. Presionado por los hurones para atacar antes de tiempo, el asalto fracasó. Champlain fue herido dos veces en la pierna por las flechas, una en la rodilla. El conflicto terminó el 16 de octubre, cuando los franceses y los hurones se vieron obligados a huir. Los hurones le devolvieron a su pueblo cargándole en sus espaldas.

### Una invernada forzosa en Huronia (1615-1616)
Champlain deseaba luego volver a Sault St. Louis, pero los hurones se negaron a continuar hasta la primavera siguiente e insistieron en que Champlain pasase el invierno con ellos. Empleó su larga estancia en la región para explorar el suroeste, los petun y los cheveux-relevés (al sur de Huronia y de la península de Bruce). Durante su estancia partió con ellos en su cacería del gran venado, durante la que se perdió en el bosque siguiendo a un buen ejemplar y se vio obligado a vagar durante tres días viviendo al aire libre y durmiendo bajo los árboles. Todos le creyeron muerto, tanto en Huronia como en Quebec. Sin embargo, azarosamente se encontró con un aborigen por casualidad y se incorporó a su grupo. Pasó el resto del invierno aprendiendo sobre «su país, sus modales, costumbres, modos de vida» y se tomó tiempo para escribir una descripción detallada de todo ello. Se maravilló de la belleza del paisaje y de los lugares fértiles que observó. Adquirió, sin embargo, poca información del oeste misterioso, ya que como consecuencia de las guerras que existían entre las distintas naciones, habían viajado poco en esa dirección. El 22 de mayo de 1616 dejó el país de los hurones y a finales de junio estaba de vuelta en Sault St. Louis, donde se encontró con Gravé Du Pont. Ambos partieron después, el 2 de julio, de regreso a Francia.

### Constitución de sociedades

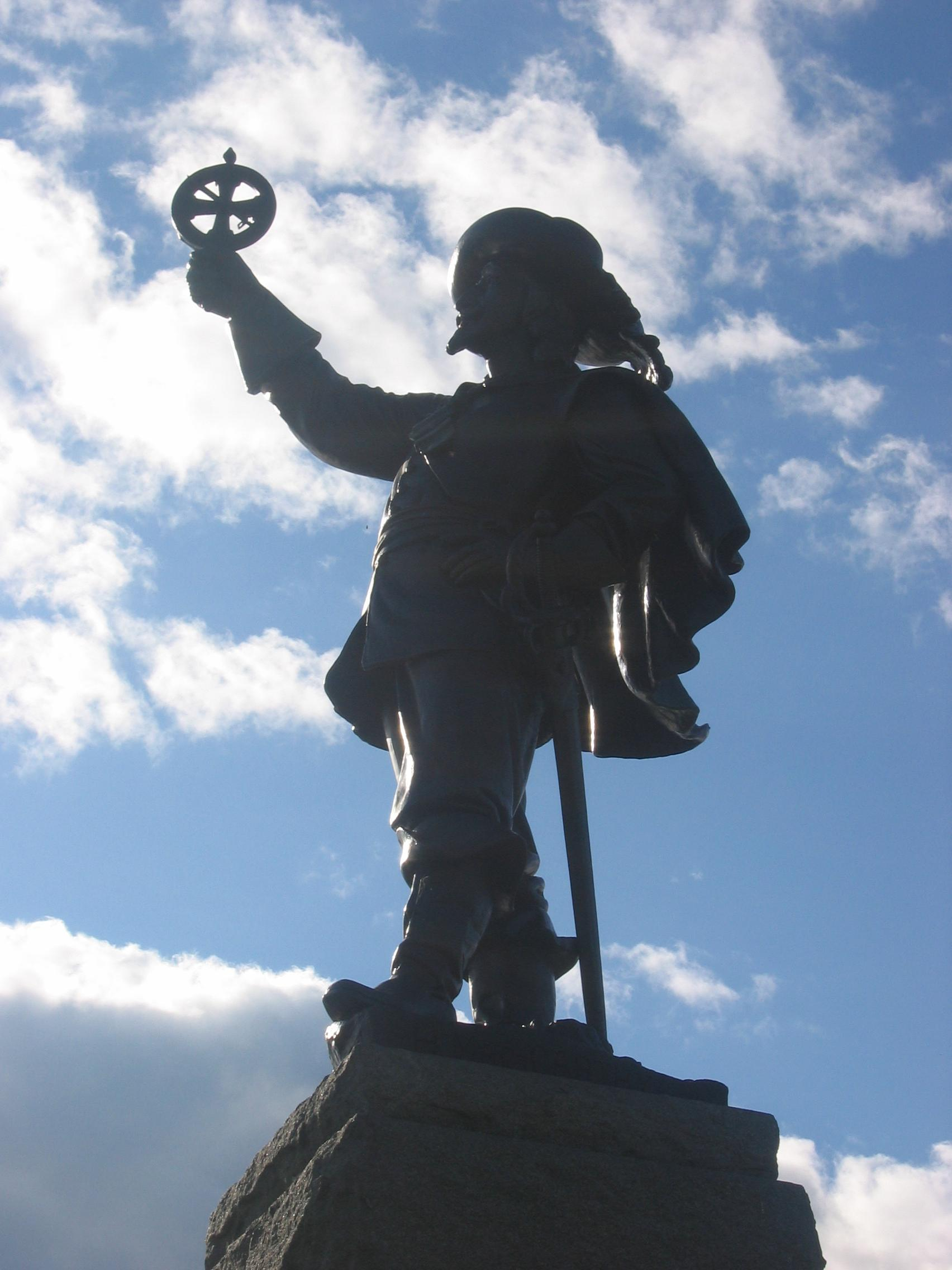
Estatua de Samuel de Champlain en Ottawa (Ontario).

El 26 de agosto de 1616 Champlain estaba de vuelta en Saint-Malo. Allí escribió un relato de su vida desde 1604 hasta 1612 y su viaje por el río Ottawa, titulado Les voyages du Sieur de Champlain, Saintangeois, capitaine ordinaire pour le Roy en la Marine y publicó otro mapa de Nueva Francia. En 1614 formó la Compagnie des Marchands de Rouen et de Saint-Malo y la Compagnie de Champlain, que obligaban a los comerciantes de Ruan y Saint-Malo durante once años. Champlain se embarcó de nuevo en Honfleur con una flotilla de tres barcos, el Saint-Étienne, el Don de Dieu y el Loyal. Regresó a Nueva Francia en la primavera de 1615 con cuatro hermanos menores recoletos con el fin de promover la vida religiosa en la nueva colonia. A la Iglesia católica, finalmente, le fueron dadas en régimen de seigneurie (concesión, no cesión) grandes y valiosas extensiones de tierra, estimadas en casi el 30 % de todas las tierras concedidas por la Corona Francesa en Nueva Francia.
Champlain continuó trabajando para mejorar las relaciones con los nativos con la promesa de ayudarlos en sus luchas contra los iroqueses. Con sus guías nativos exploró más arriba en el río Ottawa y llegó hasta el lago Nipissing. Luego siguió «la rivière des Français» (río French) hasta alcanzar la «mer d'eau douce» (mar de agua dulce) que él llamó lago Attigouautau (ahora, lago Hurón).
En Francia, Champlain se enteró de que el príncipe de Condé había sido detenido y el mariscal de Thémines había sido ascendido a virrey. Champlain escribió un informe al rey de Francia y a la Cámara de Comercio, para aumentar el apoyo por sus esfuerzos en la Nueva Francia. Escribió camino a la Nueva Francia:

«Fácilmente se podría llegar al Reino de China y a las Indias Occidentales, de donde se pueden obtener grandes riquezas» y los derechos por servicios, que pueden ser conseguidas como resultado del comercio «puede superar en valor por lo menos diez veces todos los tomados en Francia.
«On a pu facilement atteindre le Royaume de Chine et les Indes Occidentales, d'où l'on peut tirer profit de grandes richesses» et les droits de service, lesquels peuvent être collectés des échanges résultants, «peuvent surpasser en valeur au moins dix fois tous ceux prélevés en France.

Afirmó que Francia controlaba un «país de cerca de mil ochocientas millas de longitud, bañado por los ríos más leales del mundo» («de presque dix-huit cents lieues en longueur, arrosé par les plus loyales rivières du monde») y que muchas almas se podían convertir al cristianismo. Para alcanzar estos objetivos, Champlain sugirió que se fundase «una ciudad tan grande como Saint-Denis, que debería ser designada, si place a Dios y al rey, Ludovica» («une ville aussi large que Saint-Denis, laquelle devrait être nommée, s'il vous plaît Dieu et le Roi, Ludovica»).
Pidió que Francia enviase 15 recoletos, 300 familias de cuatro personas y 300 soldados. En cuanto al comercio, Champlain estimaba que la colonia podría producir un ingreso anual de aproximadamente 5,4 millones de libras, principalmente de la pesca, la minería, las pieles y los beneficios como resultado de la «plus courte route vers la Chine» (la ruta más corta a la China). La Cámara de Comercio quedó convencida de inmediato y Champlain recuperó su monopolio sobre el comercio de pieles. El rey encargó a sus accionistas «continuar todo el trabajo que se considere necesario para establecer las colonias que quieran encontrarse en el citado país» («poursuivre tout le travail qu'il sera jugé nécessaire pour établir les colonies qui voudront se retrouver dans le-dit pays»).
Champlain partió a la Nueva Francia en la primavera de 1618 para llegar el 28 de agosto. Los británicos sont parvenus a obtener la libertad de intercambios. También sus asociados rehusaron a asegurar la población de la colonia, craignant de no poder obtener más pieles que los colonos. Champlain en est dérangé, escribiendo «Ils pensaient... ils installaient une sorte de république là selon leurs propres notions». Hizo valer su derecho de comandar Quebec, haciendo firmar a sus asociados un contrato asegurando que mantendrían 80 personas en la villa de Quebec. Su proyecto de retornar en breve a la Nueva Francia fue anulado cuando los asociados rehusaron de nuevo reconocer sus derechos, y debió de permanecer en Francia. Durante su estancia, escribió un informe de sus viajes entre 1615 y 1618. En octubre de 1619, el príncipe de Condé fue liberado y vendió sus derechos como vicerey al duque de Montmorency, almirante de Francia.
El duque de Montmorency confirmó a Champlain en su función y el 7 de mayo de 1620, Luis XIII le solicitó que mantuviese el país de la Nueva Francia «en obediencia a mí, haciendo vivir a la gente de allí en tan estrecha conformidad con las leyes de mi reino como pueda» («en obéissance à moi, faisant vivre le peuple qui est là-bas en aussi proche conformité avec les lois de mon royaume que vous le pouvez»). Champlain regresó de inmediato a Nueva Francia a bordo del Saint Étienne y se concentró a partir de entonces en la gestión del país en lugar de en su exploración.

## Mejora de la administración en Nueva Francia

Mapa de Nueva Francia (Champlain, 1612). Un mapa más preciso fue dibujado por Champlain en 1632.

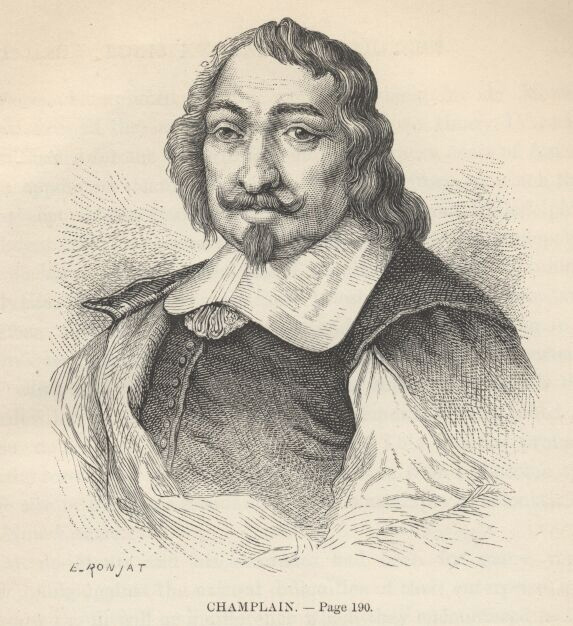
Una concepción artística de Champlain del siglo XIX, de E. Ronjat.

Champlain regresó a Nueva Francia en 1620 y el resto de su vida lo pasó centrándose en la administración del territorio en lugar de su reconocimiento. Champlain pasó el invierno construyendo Fort Saint-Louis, en lo alto del cabo Diamond. A mediados de mayo se enteró de que el monopolio del comercio de pieles se había entregado a otra empresa dirigida por comerciantes de Caen. Después de algunas negociaciones tensas, se decidió a fusionar las dos compañías bajo la dirección de los hermanos de Caen. Champlain continuó trabajando en las relaciones con los nativos y logró imponerles un jefe de su elección. También negoció un tratado de paz con los iroqueses.
Champlain continuó trabajando en las fortificaciones de lo que se convirtió en la ciudad de Quebec, poniendo la primera piedra el 6 de mayo de 1624. El 15 de agosto se volvió de nuevo a Francia, donde fue alentado a continuar su trabajo, así como a seguir buscando un pasaje a China, algo que se creía ampliamente que existía en ese momento. El 5 de julio estaba de vuelta en Quebec y continuó expandiendo la colonia.
En 1627, la compañía de los hermanos Caen perdió su monopolio sobre el comercio de pieles y el cardenal Richelieu (que se había unido al Consejo Real en 1624 y ascendido rápidamente a una posición de dominio en la política francesa, que mantuvo hasta su muerte en 1642) constituyó la Compagnie des Cent- Associés (Compañía de los Cien Asociados) para administrar el comercio de pieles. Champlain fue uno de los 100 inversores, y su primera flota, cargada con colonos y suministros, se hizo a la mar en abril de 1628. (En 1627, el cardenal Richelieu mostró su interés por los asuntos de Quebec creando la Compagnie des cent-associés (Compañía de los Cien Asociados). Champlain, al igual que Richelieu, se convirtió en miembro. Este nuevo régimen llevó a Champlain a convertirse, el 21 de marzo de 1629, en «commandant en la Nouvelle-France en l’absence» del cardenal Richelieu.).

### Caída de Quebec
Champlain había pasado el invierno en Quebec. Los suministros disminuyeron y los comerciantes ingleses saquearon Cap Tourmente a principios de julio de 1628. La guerra anglo-francesa había estallado entre Francia e Inglaterra, y Carlos I de Inglaterra había emitido patentes de corso que autorizaban la captura de los armadores franceses y de sus colonias en América del Norte. Champlain recibió una comminación para rendirse el 10 de julio ante algunos comerciantes ingleses fuertemente armados, Gervase Kirke y sus hijos Lewis, Thomas y David. Champlain se negó a tratar con ellos, engañándoles para hacerles creer que las defensas de Quebec eran mejores de lo que realmente eran (Champlain tenía solo 50 libras de pólvora para defender a la comunidad). El engaño tuvo éxito y los ingleses se retiraron, pero se encontraron y capturaron a la flota francesa de abastecimiento, cortando los suministros del año de la colonia.
En la primavera de 1629 los suministros eran peligrosamente escasos y Champlain se vio obligado a enviar a personas a Gaspé y a las comunidades indígenas para conservar las raciones. El 19 de julio, los hermanos Kirke arribaron frente a Quebec después de interceptar una petición de Champlain en busca de ayuda, y Champlain fue obligado a entregar la colonia. Muchos colonos se volvieron, primero a Inglaterra y luego a Francia, con los Kirkes, pero Champlain se quedó en Londres para comenzar el proceso de recuperación de la colonia. En abril de 1629, tres meses antes de la rendición, se había firmado un tratado de paz (Tratado de Susa) y, en los términos de ese tratado, Quebec y los premios de otra índole adquiridos por los Kirkes después del tratado tenían que ser devueltos. Finalmente, en 1632, tras la firma del Tratado de Saint-Germain-en-Laye, Quebec volvió formalmente a Francia. (David Kirke se vio recompensado cuando Carlos I lo nombró caballero y le dio una carta para Terranova).
Champlain reclamó su rol como comandante de la Nueva Francia en nombre de Richelieu el 1 de marzo de 1633, habiendo servido en los años de la intervención como comandante en Nueva Francia «en ausencia de mi señor, el cardenal Richelieu», desde 1629 hasta 1635. En 1632 Champlain publicó Voyages de la Nouvelle France [Viajes de la Nueva Francia], que fue dedicada al cardenal Richelieu, y Traitté de la marine et du devoir d’un bon marinier, un tratado sobre el liderazgo, náutica y navegación. (Champlain, a lo largo de su vida, logró realizar más de veinticinco viajes de cruce de ida y vuelta del Atlántico sin perder ni una sola nave).

### Último regreso a Quebec y últimos años
Champlain regresó a Quebec el 22 de mayo de 1633, después de una ausencia de cuatro años. Richelieu le dio el cargo de teniente general de la Nueva Francia, junto con otros títulos y responsabilidades, pero no la de Gobernador. A pesar de esta falta de reconocimiento oficial, muchos colonos, comerciantes franceses e indios lo trataban como si tuviera el título; en algunos escritos que sobreviven se refieren a él como «nuestro gobernador». El 18 de agosto de 1634, envió un informe a Richelieu indicando que había reconstruido sobre las ruinas de Quebec, ampliado sus fortificaciones y establecido dos viviendas más. Una estaba 15 leguas río arriba y la otra en Trois-Rivières. También comenzó una ofensiva contra los iroqueses, informando que buscaba aniquilarlos o «ramener à la raison» [traerlos a la razón].

## La enfermedad, últimas voluntades, muerte y entierro
Champlain sufrió un grave ataque cerebrovascular en octubre de 1635, y murió el 25 de diciembre de 1635, sin dejar herederos directos. Los registros de los jesuitas dicen que murió al cuidado de su amigo y confesor Charles Lallemant.
Su último testamento (firmado el 17 de noviembre de 1635) concedía gran parte de sus propiedades francesas a su esposa Hélène, y hacía legados importantes para las misiones católicas y a las personas de la colonia de Quebec. Sin embargo, una prima desafió su voluntad en París (Marie Camaret, esposa de Jacques Hersant, hija de George Camaret, capitán, y Françoise Le Roy, hermana de la madre de Champlain) y lo impugnó con éxito. No está claro qué pasó exactamente con sus bienes.
Fue enterrado temporalmente en la iglesia mientras que se construía una capilla independiente para albergar sus restos en la parte alta de la ciudad. Por desgracia, este pequeño edificio, como muchos otros, fue destruido por un gran incendio en 1640. Aunque inmediatamente reconstruida, ningún rastro subsiste: su lugar de enterramiento exacto es todavía desconocido, a pesar de las numerosas investigaciones emprendidas ya desde 1850, incluyendo varias excavaciones arqueológicas en la ciudad. Existe un acuerdo general de que el sitio anterior de la capilla Champlain, y de los restos de Champlain, están en algún lugar cerca de la catedral de Notre-Dame de Quebec.

## Obras de Champlain
Obras conocidas escritas por Champlain:
- Brief Discours des Choses plus remarquables que Sammuel Champlain de Brouage a reconneues aux Indes Occidentalles au voiage qu'il en a faict en icettes en l'année 1599 et en l'année 1601, comme ensuite (primera publicación en francés de 1870, primera publicación en inglés de 1859 como Narrative of a Voyage to the West Indies and Mexico 1599–1602).
- Des Sauvages: ou voyage de Samuel Champlain, de Brouages, faite en la France nouvelle l'an 1603 (primera publicación en francés de 1604, primera publicación en inglés de 1625).
- Voyages de la Nouvelle France (primera publicación en francés de 1632).
- Traitté de la marine et du devoir d’un bon marinier (primera publicación en francés de 1632).

## Memoriales

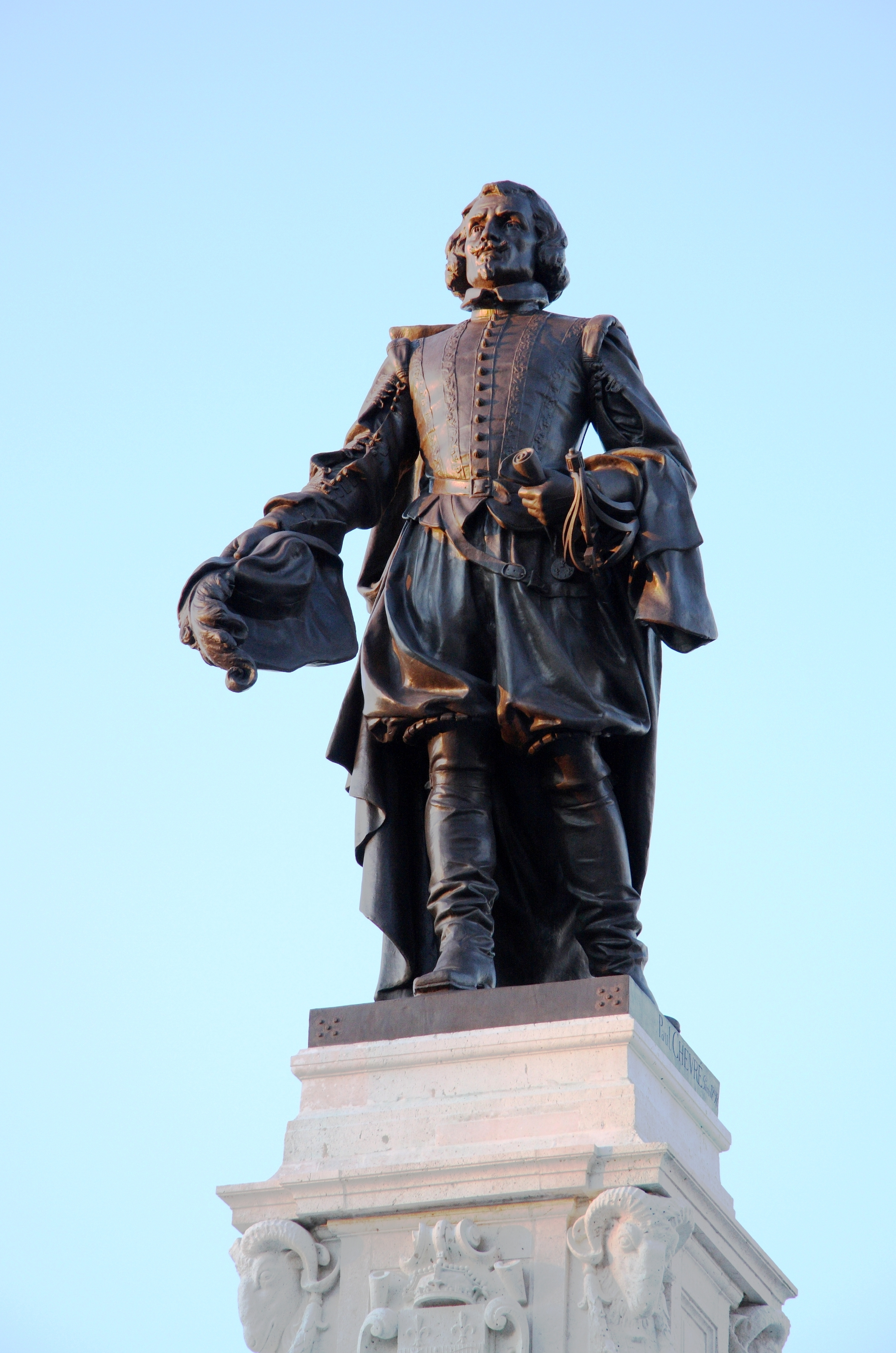
Estatua de Champlain, en Quebec (obra de Paul-Romain Chevre, París, 1896-98).

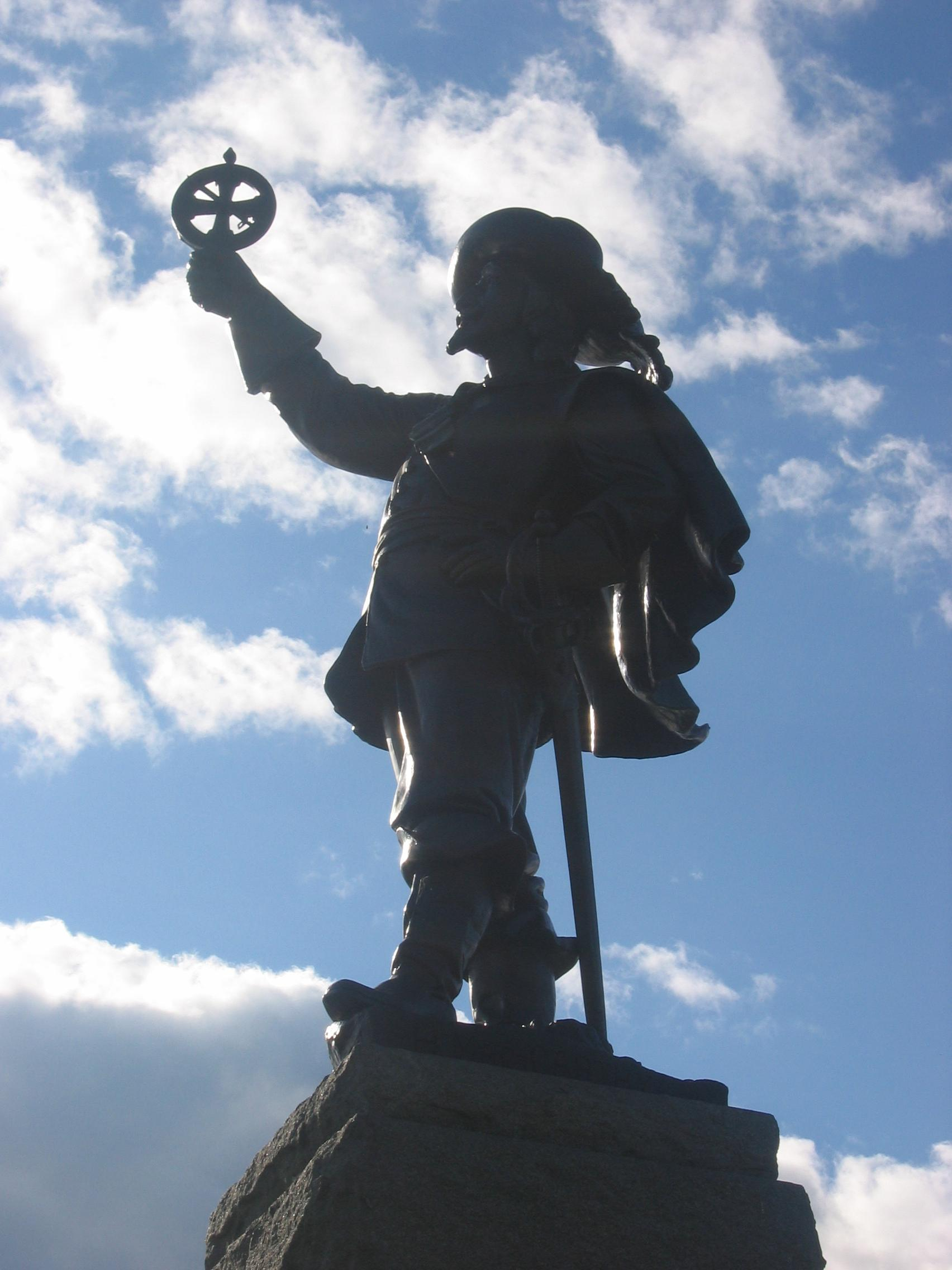
Estatua de Champlain en Otawa.

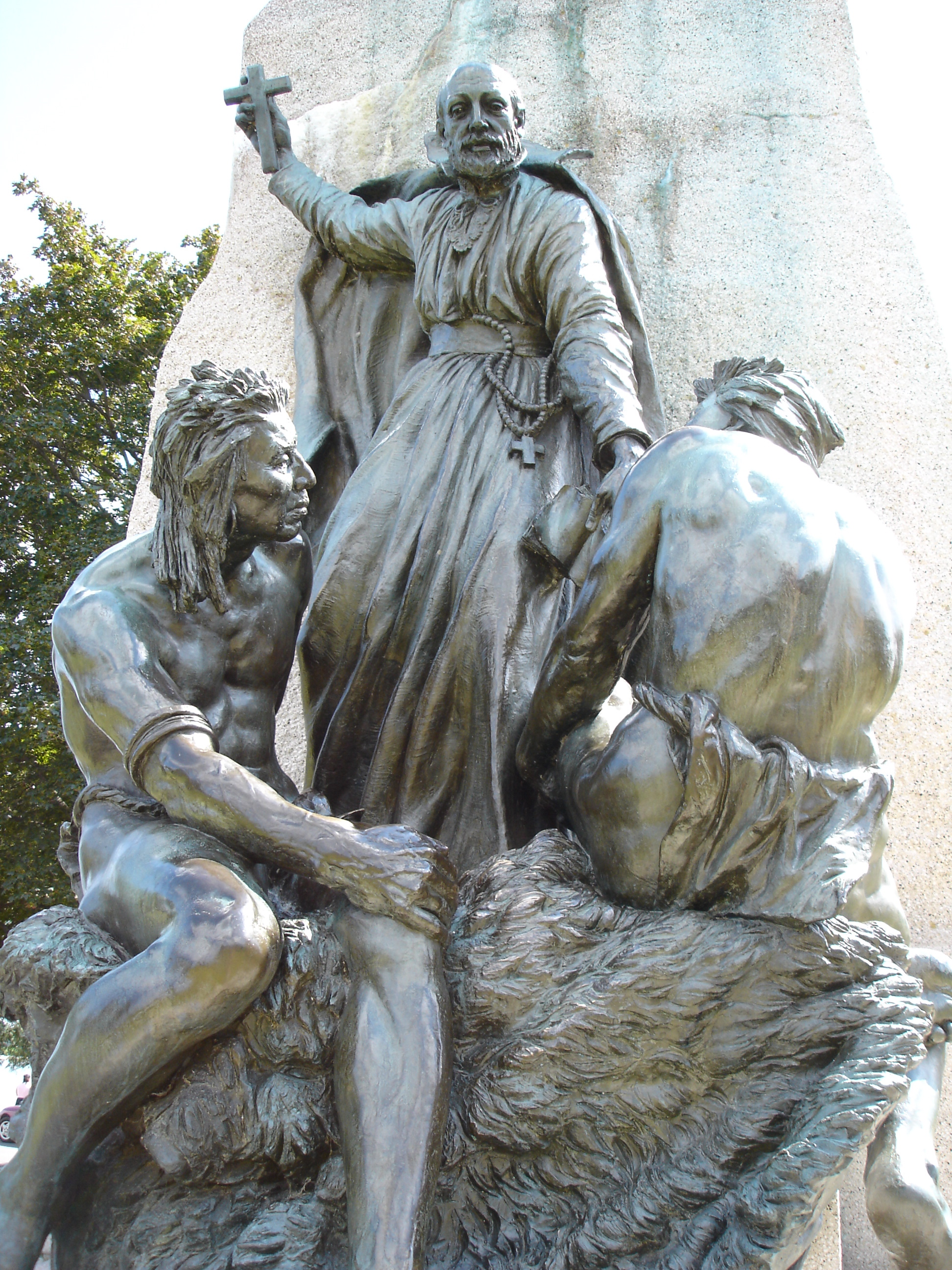
Monumento a Champlain Orilia, Ontario.

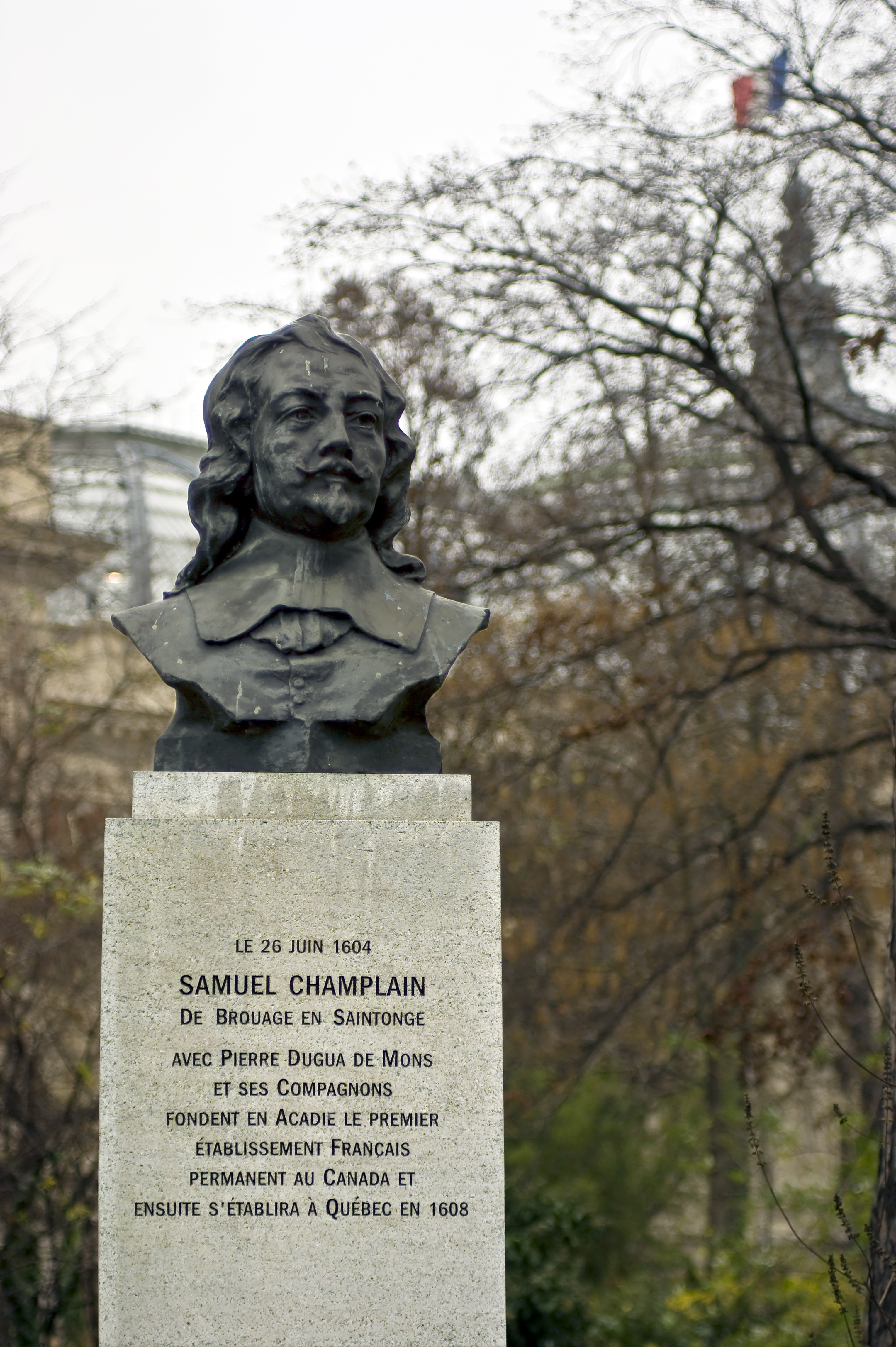
Busto de Champlain (1930), en Brouage.

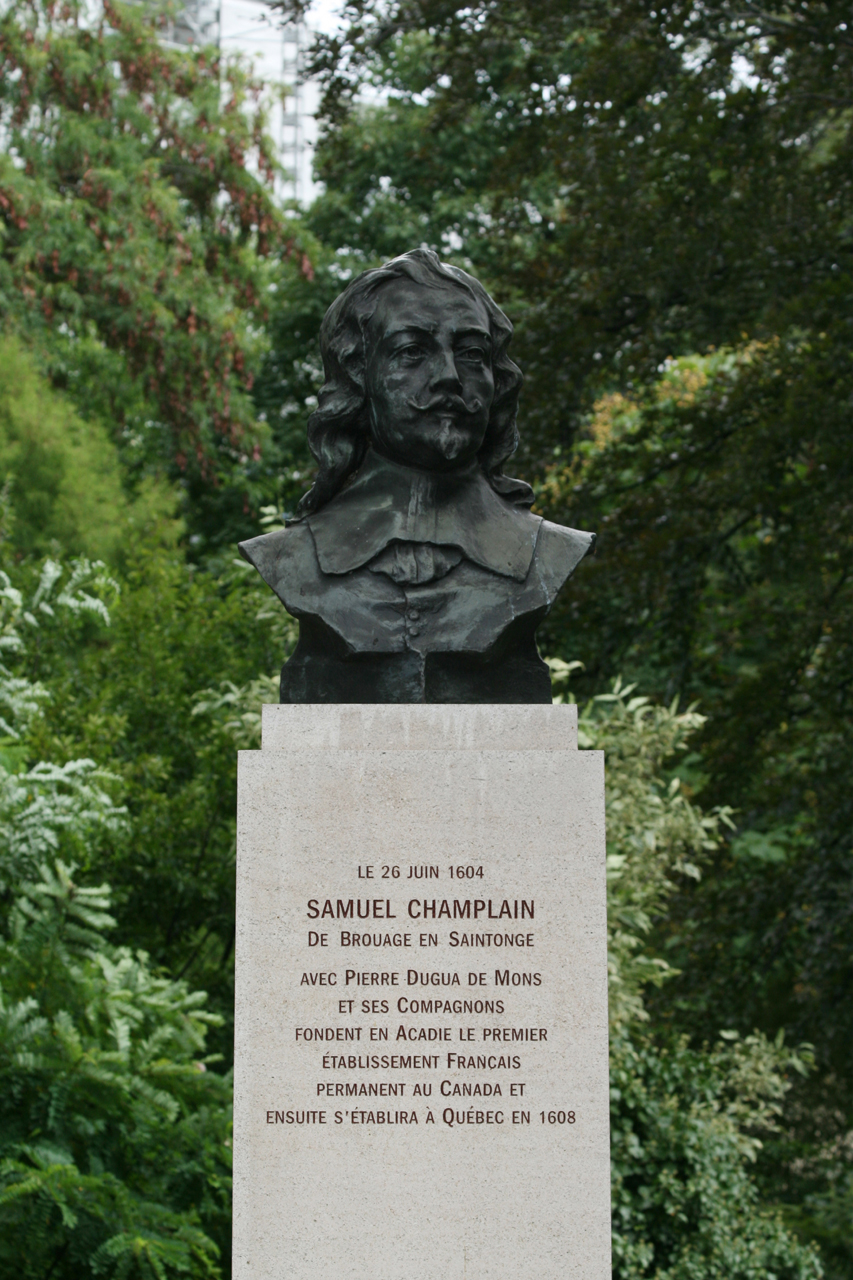
Busto de Champlain (1930), en París.

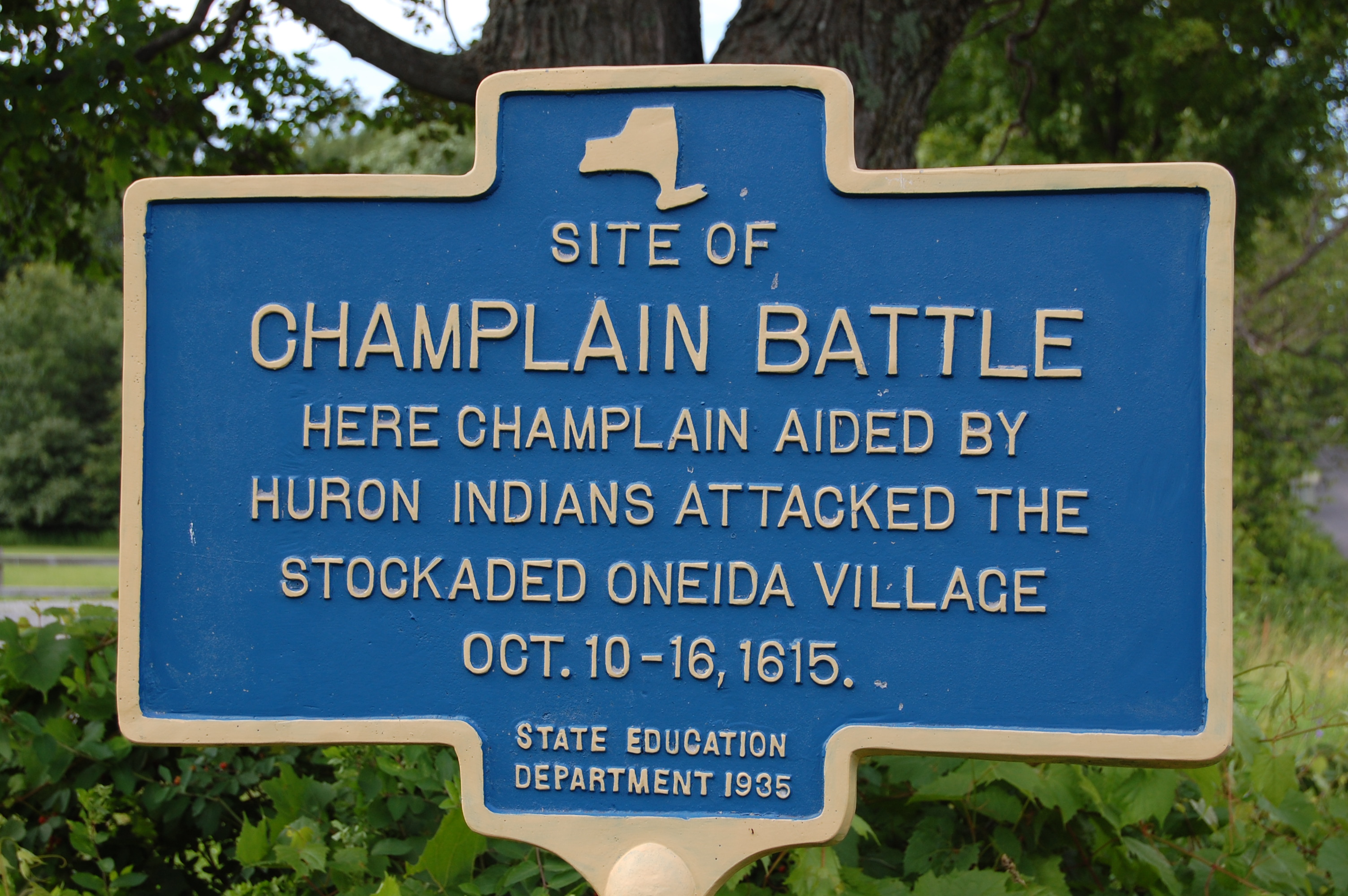
Placa conmemorativa de 1935 de Champlain.

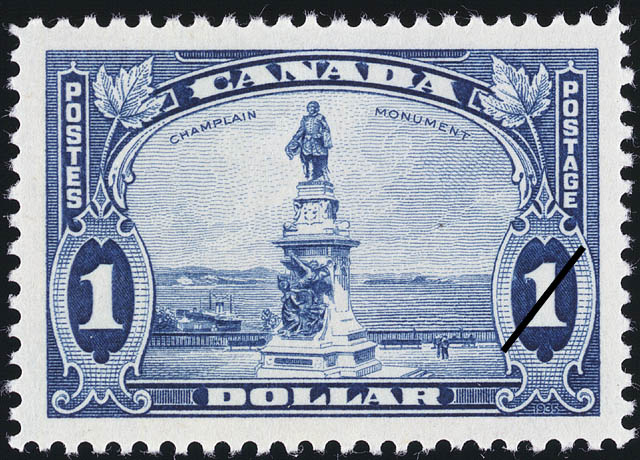
Sello de Canadá de 1 dólar de 1935 (Samuel de Champlain 1908 Monument in Quebec City).

Muchos lugares y monumentos históricos han sido nombrados en honor a Champlain, que sigue siendo, hasta hoy, una destacada figura histórica en muchas partes de Acadia, Ontario, Quebec, estado de Nueva York y Vermont. Los más conocidos son:
- Accidentes geográficos:
  - Lago Champlain, valle Champlain y el Champlain Trail Lakes.
  - Mar de Champlain: un entrante anterior del océano Atlántico en América del Norte, sobre los ríos San Lorenzo, Saguenay y Richelieu, además del lago Champlain. Este entrante desapareció hace muchos miles de años.
  - Montañas Champlain, en el Parque nacional Acadia, que Champlain observó por primera vez en 1604.[39]

- Ciudades y localidades:
  - Una ciudad Champlain (Nueva York) y un pueblo Champlain en Nueva York, así como un municipio en Ontario Champlain (Ontario) y otro en Quebec Champlain (Quebec).
  - El distrito electoral provincial de Champlain, Quebec, y varios distritos electorales desaparecidos en otras partes de Canadá.
  - Parque Provincial Samuel de Champlain (Samuel de Champlain Provincial Park), un parque provincial en el norte de Ontario, cerca de la ciudad de Mattawa.
- Infraestructuras:
  - Puente Champlain, que conecta la isla de Montreal con Brossard, Quebec cruzando el río San Lorenzo.
  - Puente Champlain (Ottawa), que conecta las ciudades de Ottawa (Ontario) y Gatineau (Quebec).
  - Fort Champlain, un dormitorio en el Royal Military College of Canada en Kingston (Ontario); llamado así en su honor en 1965, es la sede del 10.º escuadrón de cadetes.
  - Champlain Trail Public School en Mississauga (Ontario). Una escuela con el nombre de Samuel de Champlain para los grados K-5.
  - Una escuela francesa en Saint John (Nuevo Brunswick); el Champlain College, en Burlington (Vermont); y el Champlain Regional College, un CEGEP con tres campus en Quebec.
  - Champlain Commons, un centro comercial en St. Albans (Vermont).
  - El hotel Marriott Château Champlain, en Montreal.

- Calles y monumentos conmemorativos:
  - Calles con el nombre de Champlain en numerosas ciudades, incluida Quebec, Shawinigan y no menos de once comunidades en el noroeste de Vermont.
  - Una estatua conmemorativa en Cumberland Avenue en Plattsburgh (Nueva York) en las orillas del lago Champlain, en el estado de Nueva York.
  - Una estatua conmemorativa en Saint John (Nuevo Brunswick), en Queen Square, que conmemora el descubrimiento del río Saint John.[40]
  - Una estatua conmemorativa en la isla La Motte, en la costa del lago Champlain (Vermont).
  - Un faro en Crown Point, New York tiene una estatua de Champlain realizada por Carl Augustus Heber.
  - Un sello conmemorativo lanzado en mayo de 2006 conjuntamente por el United States Postal Service y Canada Post.[41]
  - Una estatua en Ticonderoga, (Nueva York) inaugurada en 2009 para conmemorar el 400º aniversario de la exploración de Champlain del lago Champlain.
  - Una estatua en Orillia, Ontario, en Couchiching Park en el llago Couchiching.

Mapa de Nueva Francia tras los viajes de Champlain.

### Francófona
- Trudel, Marcel. «Biography of Samuel de Champlain». Dictionary of Canadian Biography Online. Consultado el 28 de mayo de 2009. - (en francés) Most recent edition: not yet all translated in english.

- Mathieu d'Avignon, Champlain et les fondateurs oubliés. Les figures du père et le mythe de la fondation, 2008, Quebec, Les Presses de l'Université Laval, 558 pages, (ISBN 978-2-7637-8644-5)
- Eric Thierry, La France de Henri IV en Amérique du Nord. De la création de l'Acadie à la fondation de Québec, París, Edit. Honoré Champion, 2008, 502 p.
- Raymonde Litalien et Denis Vaugeois (dir.) Champlain: la naissance de l'Amérique française Sillery (Quebec): Septentrión; París: Nouveau monde éd.; La Rochelle: Conseil général de la Charente-Maritime, 2004. 397 p., 34 cm. (ISBN 2-89448-388-0) después (ISBN 2-84736-079-4).
- Émile Cappella, Champlain, le fondateur de Québec. París: Magellan & Cie, coll. «Traces & fragments», 2004. 125 p., 24 cm. (ISBN 2-914330-49-9).
- Caroline Montel-Glénisson. Champlain: la découverte du Canada, París: Nouveau Monde éditions, 2004, 188 pages
- LA GROSSE AVENTURE des marins saintongeais dans les terres neuves et LE GRAND LIVRE des voyages de Champlain - Bernard Mounier, Patrick Henniquau, Ed. Bonne Anse, co-éd. avec la CDA, 2005
- Yves Cazaux. Le rêve américain, de Champlain à Cavelier de La Salle, Albin Michel, 1988, 544 pag.
- Rosario Bilodeau. Champlain, Montréal: Éditions HMH limitée, 1961, 198 pag.
- Marcel Trudel. Champlain: texte, Montréal: Fides, 1956, 94 pag.
- Paul Bouchart d'Orval. Le mystère du tombeau de Champlain, Montréal, Société nationale Samuel de Champlain, 3ième édition 1951, 125 pag.
- Maurice Besson. Champlain, París: Éditions de l'Encyclopédie de l'empire français, 1946, 156 pag.
- Constantin-Weyer. Champlain, París: Plon, 1931, 241 pag.
- Étienne Micard. L'Effort persévérant de Champlain, París: Éditions Pierre Roger, 1929, 281 pag.
- Léon Le Clerc. Champlain célébré par les Normands et les Canadiens: mémorial des fêtes données à Honfleur les 13, 14 & 15 août 1905, Honfleur: Imprimerie R. Sescau, 1908, 128 pag.
- Abbé Silvio Corbeil. Chomedey de Maisonneuve: drame chrétien en trois actes; Samuel de Champlain: pages oratoires; trois auréoles!, Montréal: Cadieux & Derome, 1899, 115 pag.
- Henri-Raymond Casgrain. Champlain: sa vie et son caractère, Quebec: Imprimerie de L.-J. Demers & frère, 1898, 60 pag.
- Champlain et son œuvre: une page d'histoire, Quebec: A.E. Talbot, éditeur, 1898, 107 pag.
- Hubert Deschamps, Les voyages de Samuel Champlain, París, PUF, 1951.
- Narcisse-Eutrope Dionne. Samuel Champlain, fondateur de Québec et père de la Nouvelle-France. Histoire de sa vie et de ses voyages, s.é., Quebec, 2 tomes de 430 et 559 pages,

### Anglófona
- Champlain, Samuel de; Biggar, H. P.; Langton, H. H.; Ganong, William Francis; Cameron, John Home (1922-1936). The works of Samuel de Champlain. Champlain Society. OCLC 4530824. A six-volume set of Champlain's writings, translated into English.
- Conrad Edmund Heidenreich. Champlain and the Champlain Society: an early expedition into documentary publishing, Toronto: The Champlain Society, 2006, 130 pages
- Raymonde Litalien and Denis Vaugeois. Champlain: the birth of French America, Montreal: McGill-Queen's University Press; Sillery: Septentrión, 2004, 397 pages (traduit du français par Käthe Roth)
- Joe C.W. Armstrong. Champlain, Toronto: Macmillan of Canada, 1987, 318 pages
- Conrad Edmund Heidenreich. Explorations and mapping of Samuel de Champlain, 1603-1632, Toronto: B. V. Gutsell: Department of Geography, York University, 1976, 140 pages
- Samuel Eliot Morison. Samuel de Champlain: Father of New France (Little Brown, 1972) (ISBN 0-316-58399-5)
- George MacBeath (ed.). Champlain and the St. John, 1604-1954, Saint John, N.B.]: New Brunswick Historical Society, 1954, 80 pages
- Morris Bishop. Champlain: the life of fortitude, New York: Alfred A. Knopf, 1948, 364 pages
- Louise Hall Tharp. Champlain Northwest voyager, Boston: Little Brown & CO., 1944, 250 pages
- Henry Wayland Hill. The Champlain tercentenary: final report of the New York Lake Champlain Tercentenary Commission', Albany: Lyon Co., 1913, 325 pages
- Narcisse-Eutrope Dionne, N.-E. Champlain, Toronto: Morang, 1905, 299 p. (dans la série The Makers of Canada; v. 1)
- John Murdoch Harper. Champlain: a drama in three acts; with an introduction entitled Twenty years and after, Toronto; Quebec: the Trade Publishing Company: T.J. Moore & Company, 1908, 296 p.
- Edwin Asa Dix. Champlain, the founder of New France, New York: D. Appleton, 1903, 246 pag complete edition online
- Francis Parkman. Champlain and his associates: an account of early French adventure in North America, New York: Charles E. Merrill, 1890, 64 páginas

### Filmografía
- 1963 — Champlain, par Denys Arcand, ONF
- 1988 — En quête d'un pays, par Robert Doucet, ONF
- 2008 — Enquête Champlain, par Marie Nadeau, Les Productions Hyperzoom
- 2008 — Champlain retracé, une œuvre en 3 dimensions, par Jean-François Pouliot, ONF